# Le Gua (Charente-Maritime)
Pour les articles homonymes, voir Le Gua.
Le Gua (prononcé [lə ɡɑ]) est une commune du Sud-Ouest de la France, située dans le département de la Charente-Maritime (région Nouvelle-Aquitaine). On écrit : « commune du Gua » et non « commune de Le Gua ». Ses habitants sont appelés les Guatais et les Guataises.
Commune la plus méridionale du canton de Marennes, cette petite ville appartient avant tout au bassin de vie de Saujon et à la sphère d'influence urbaine de Royan, principale agglomération et centre économique des environs. Important carrefour routier, Le Gua se trouve à la jonction de deux axes importants (Rochefort/Royan et Saujon/Marennes/Île d'Oléron), cette situation particulière ayant facilité son développement récent. Le phénomène de rurbanisation, qui fait que de nombreux citadins, à la recherche d'une plus grande qualité de vie, partent s'installer en périphérie des villes, est également une des causes de la croissance d'une commune située aux portes du Pays Royannais, des stations balnéaires de la Côte de Beauté mais aussi du bassin ostréicole de Marennes-Oléron.
Le Gua est issu du regroupement de plusieurs communes, qui ont fusionné entre 1793 et 1800 : Saint-Laurent-du-Gua (qui correspond au centre-ville), Monsanson, Faveau et Dercie. Plusieurs hameaux ont été d'importantes seigneuries ou des ports actifs, d'où embarquaient notamment les Protestants au temps des persécutions, tels Saint-Martin-du-Gua ou Souhe. Ces nombreux petits centres urbains ont longtemps tiré leur prospérité du commerce du sel, récolté dans les marais tous proches, et facteurs de la prospérité de la province de Saintonge sous l'Ancien Régime. Après une période de déclin, puis de stagnation démographique, Le Gua connaît une croissance constante de sa population depuis 1975, passant de 1395 habitants à cette date à 2 100 habitants en 2021.
Le Gua appartient à la communauté de communes du Bassin de Marennes, structure intercommunale regroupant 13 870 habitants en 2007. En 2011, la question du rattachement de la commune à la communauté d'agglomération Royan Atlantique a été posée, mais elle reste toujours en suspens actuellement.

## Géographie

### Situation
La commune du Gua se situe dans le sud-ouest du département de la Charente-Maritime, dans l'ancienne province de Saintonge. Appartenant au Midi atlantique, elle peut être rattachée à deux grands ensembles géographiques, le Grand Ouest français et le Grand Sud-Ouest français.
Localisée dans les confins méridionaux de l'ancienne presqu'île de Marennes, Le Gua est aux portes du Pays Royannais. Cette petite ville d'environ 2 000 habitants appartient au bassin de vie de Saujon et à la sphère d'influence urbaine et économique de Royan. Elle profite d'une situation de carrefour, à la jonction de plusieurs axes routiers (Saujon-Marennes et Rochefort-Royan), entre bassin ostréicole de Marennes-Oléron, campagne saintongeaise et Côte de Beauté.
Administrativement parlant, Le Gua appartient au canton de Marennes et à l'arrondissement de Rochefort (avant 1926, elle dépendait de l'arrondissement de Marennes, aujourd'hui supprimé). La commune est au contact direct des cantons de Royan et de Saujon, dont elle subit l'attraction.
La commune se trouve à 6,2 kilomètres de Saujon, 7,8 kilomètres de Saint-Sulpice-de-Royan, 12 kilomètres de Royan, 12,7 kilomètres de Pont-l'Abbé-d'Arnoult, 15,7 kilomètres de Saint-Agnant, 16,8 kilomètres de Marennes, 24 kilomètres de Rochefort et de Saintes, 50,9 kilomètres de la préfecture départementale, La Rochelle, et 102,4 kilomètres de Bordeaux, la grande métropole régionale.

### Présentation
Le sous-sol de la commune est constitué pour partie d'un plateau calcaire formé durant la période crétacé, correspondant à l'ancienne presqu'île de Marennes, tandis que les marais sont constitués de terres argileuses, localement appelées bris ou broues, et qui ont donné leur nom à diverses localités (dont Broue ou Brouage). Ces terres argileuses sont par ailleurs exploitées non loin du village, près du hameau de Cadeuil, et servent à faire notamment des poteries et des tuiles. Plusieurs éminences calcaires émergent des marais : elles formaient autrefois autant d'îlots éparpillés au milieu du golfe de Brouage ou de celui de la Seudre.
Un risque sismique léger concerne la commune qui est située non loin de la faille d'Oléron. Le 7 septembre 1972 le séisme d'Oléron d'une magnitude de 5.7 a produit quelques dégâts dans la région et a pu être ressenti jusqu'en région parisienne. Le dernier séisme ressenti en date, toujours sur cette faille, d'une magnitude de 4,7, a eu lieu le 18 avril 2005.

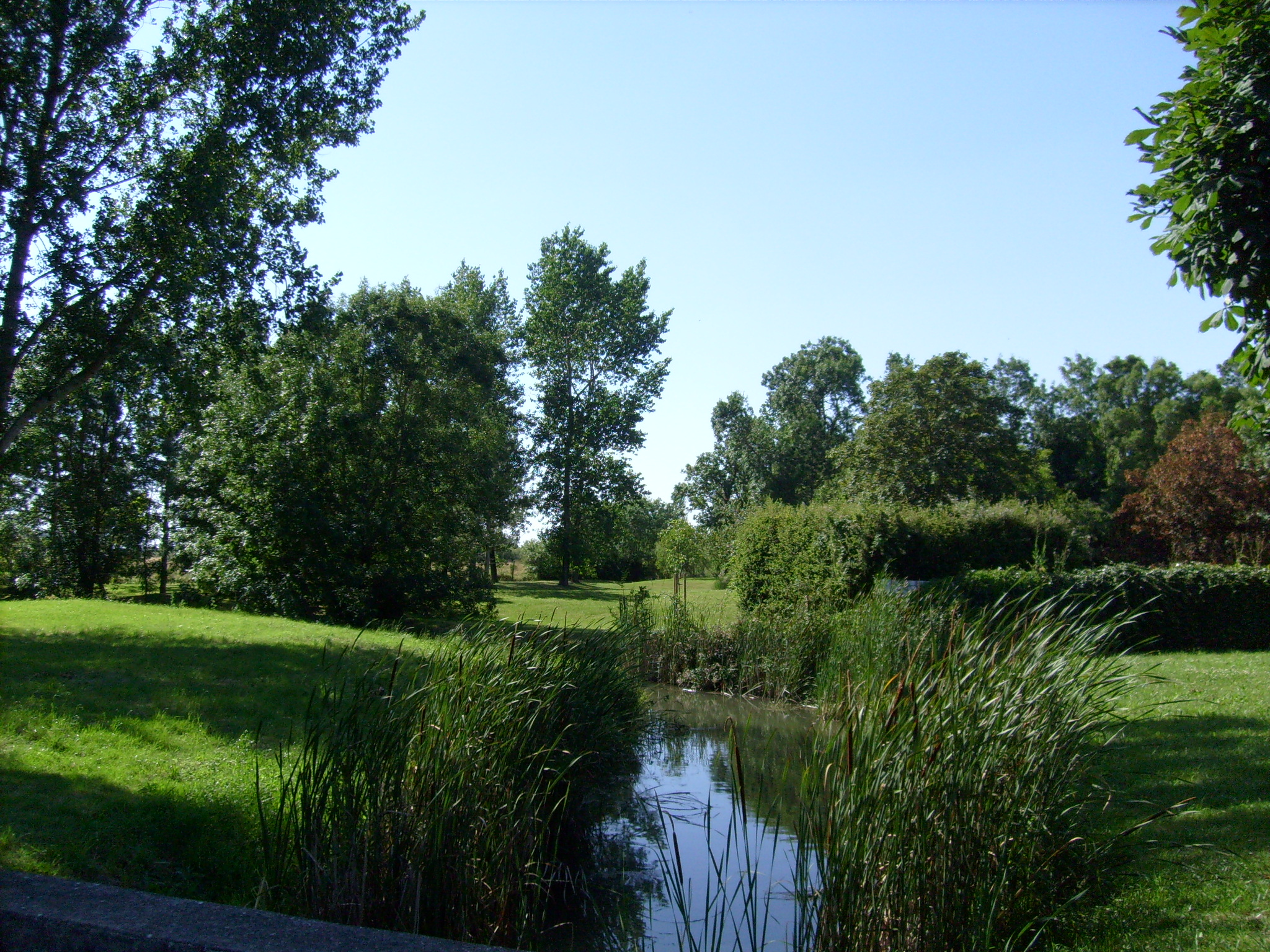
Aire de repos aménagée dans les marais.

Un ancien îlot isolé au milieu des marais, le Mont-Sanson, forme une colline qui, avec ses 32 mètres de hauteur, est non seulement le point culminant de la commune, mais également du canton.
Durant l'Antiquité, l'océan atteignait une partie de la commune, mais l'envasement progressif de l'ancien golfe de Brouage conduisit à un recul des côtes, lesquelles sont désormais situées à une vingtaine de kilomètres du village. De ce fait, la majorité du territoire communal est constituée de marais : marais de la Seudre à l'ouest, marais de Brouage au nord et marais de Dercie au sud. Tous sont parcourus de chenaux et de ruisseaux, lesquels sont parfois localement appelés des courses. Les principaux sont le chenal de Pélard, dans la partie occidentale de la commune (non loin du hameau de Saint-Martin), la course des Pages, le chenal de Dercie, à proximité du hameau du même nom, la course de Châlons et le Monard, ces deux derniers cours d'eau passant à proximité du lieu-dit Châlons. Si une partie du territoire communal est consacré aux activités horticoles, de vastes étendues de terres sont consacrées à la culture du maïs et du blé, notamment dans la partie septentrionale de la commune. Quelques zones boisées sont situées au nord-est de la commune (ancien massif forestier de Saint-Nadeau) et non loin de Dercie.

### Localisation et accès
La commune se situe au carrefour de deux axes routiers importants : d'une part, la D733, reliant Royan à Rochefort, d'autre part la D 131, principale voie d'accès à la ville de Marennes et à l'île d'Oléron. Celle-ci traverse le centre-ville et se prolonge vers Saujon sous le nom de D 1.
Le Gua se trouve à égale distance (15 kilomètres) de la station balnéaire de Royan et de la ville de Marennes, ancienne sous-préfecture du département célèbre pour son bassin ostréicole, et à 25 kilomètres de la ville d'art et d'histoire de Rochefort.
Si la commune n'est pas desservie par le chemin de fer, elle se situe à 8 kilomètres de la gare SNCF de Saujon et à 15 kilomètres de celle de Royan, lesquelles accueillent des trains Intercités et des TER Nouvelle-Aquitaine.

### Lieux-dits et hameaux
La commune compte de nombreux hameaux et lieux-dits, la plupart ayant été autrefois des paroisses indépendantes, réunies au sein d'une même commune au moment de la Révolution.
Ce fut notamment le cas de Faveau, Dercie ou encore Saint-Martin du Gua, sièges de seigneuries et ayant possédé chacune un château ou logis noble, une église paroissiale, et souvent un port.
Parmi les autres lieux-dits, on peut également citer Châlons, Souhe, Montsanson, les Belles Ezines ou encore la Beauce.

#### Dercie
Dercie est une ancienne paroisse et seigneurie rattachée à la commune du Gua après la Révolution. Ce village, situé à l'écart du bourg, au cœur des marais de la Seudre, compte encore de nombreuses demeures traditionnelles saintongeaises, les plus anciennes remontant à l'époque de la Renaissance. Le village, de taille très modeste, est constitué de quelques venelles faisant la jonction entre l'église Saint-Pierre, de style roman, les ruines de l'ancien château des seigneurs de Dercie, et l'ancien port, transformé en un petit parc servant de halte aux randonneurs. Il est équipé d'une aire de pique-nique.

#### Saint-Martin
Ce village fut également une ancienne paroisse, rattachée au Gua au moment de la Révolution. Tout comme Dercie, ce village comportait jadis un logis noble et une église. Vendue comme bien national à la Révolution, celle-ci n'existe plus aujourd'hui. Le village, aux portes des marais, est parcouru de ruelles bordées de maisons traditionnelles. L'une d'elles est célèbre pour avoir été la maison natale du contre-amiral Renaudin.
Dans les marais avoisinants, il est possible de voir de curieuses constructions au toit conique : on les appelle des saloches, gabirottes ou tourettes. Leur superficie au sol dépasse rarement les deux mètres carrés, leur taille n'est jamais supérieure à 1,60 m. L'affectation de ces édifices est encore méconnue : si certains y voient des abris destinés au gabelous - les douaniers chargés de prélever l'impôt sur le sel, la gabelle - d'autres y voient une forme de poulaillers spécifique à cette région de Saintonge.
Un moulin à vent récemment restauré se dresse également dans ce village.
Le village de Saint-Martin est aussi connu pour l'ancien commerce (épicerie) qui était dans la maison la plus haute du village, un commerce familial qui appartenait à la famille Pain, qui a fermé ses portes dans les années 1980.

#### Souhe
Situé sur une ancienne île au cœur des marais de la Seudre, ce village fut longtemps le siège d'une communauté protestante très active. Enclave réformée au milieu de terres reconquises par les catholiques dès le XVIIe siècle, il doit son nom au peu de considération qu'avaient pour eux les catholiques d'alors. Ceux-ci voyaient dans les habitants du village des « porcs » que les éleveurs devaient mettre à l'abri dans une « soue » (porcherie). D'où le nom adopté par les habitants : Soue, puis Souhe.
Le village conserve plusieurs demeures traditionnelles saintongeaises, dont une ancienne école confessionnelle datant du milieu du XVIIe siècle, surmontant une ancienne maison d'oraison utilisée à l'époque des persécutions. Son existence est attestée par une lettre du « pasteur du désert », Louis Gibert, datée de 1756 Subsiste également un vaste bâtiment daté de 1860 et qui fut la première école communale du Gua. Aujourd'hui transformée en maison d'habitation, elle conserve un préau couvert d'une charpente en bois et muni d'un banc en pierre. La cloche qui servait autrefois à annoncer le début des cours est toujours en place.
À proximité se trouve l'ancien temple, dont la construction débuta en 1830. Il demeura en activité jusque dans les années 1950, puis, délaissé par les fidèles, il tomba peu à peu en ruine. Sa toiture s'effondra en 1972. Il fut vendu le 8 août 1973 à des particuliers, qui le transformèrent en maison d'habitation, le préservant ainsi d'une disparition certaine. Deux tilleuls furent plantés en 1846 devant le temple. L'un d'eux demeura en place jusqu'en 1999. Le village conserve également de nombreuses saloches, curieux édifices de forme conique dont on ne sait pas grand-chose, et que la légende suppose avoir servi d'abris aux gabelous ; certaines théories en font d'anciens poulaillers répartis dans le marais.
Le Journal d'un instituteur alsacien de Philippe Husser (Hachette, 1989) nous donne des renseignements intéressants sur la vie à Souhe au début des années 1920. Venu voir à l'été 1923 les parents de ses deux gendres charentais, il observe et note les différences avec l'Alsace. « Les marais, écrit-il, constituent une véritable curiosité... », « Ici le vin est à discrétion », « Les habitants du petit pays ne sont pas des partisans de l'heure nouvelle », « La population comprend le français mais parle un patois incompréhensible aux gens comme nous », « Leur cuisine aussi est différente de la nôtre. Ils ne connaissent pas les mets à base de farine, telles les pâtes ». Protestant au milieu de protestants il se sent chez lui : « Il s'agit de paysans semblables à ceux de chez nous. Quelques-uns ressemblent même à des types de chez nous. » Et la conclusion est nette : « Nous avons trouvé des gens raisonnables, sérieux et laborieux. »

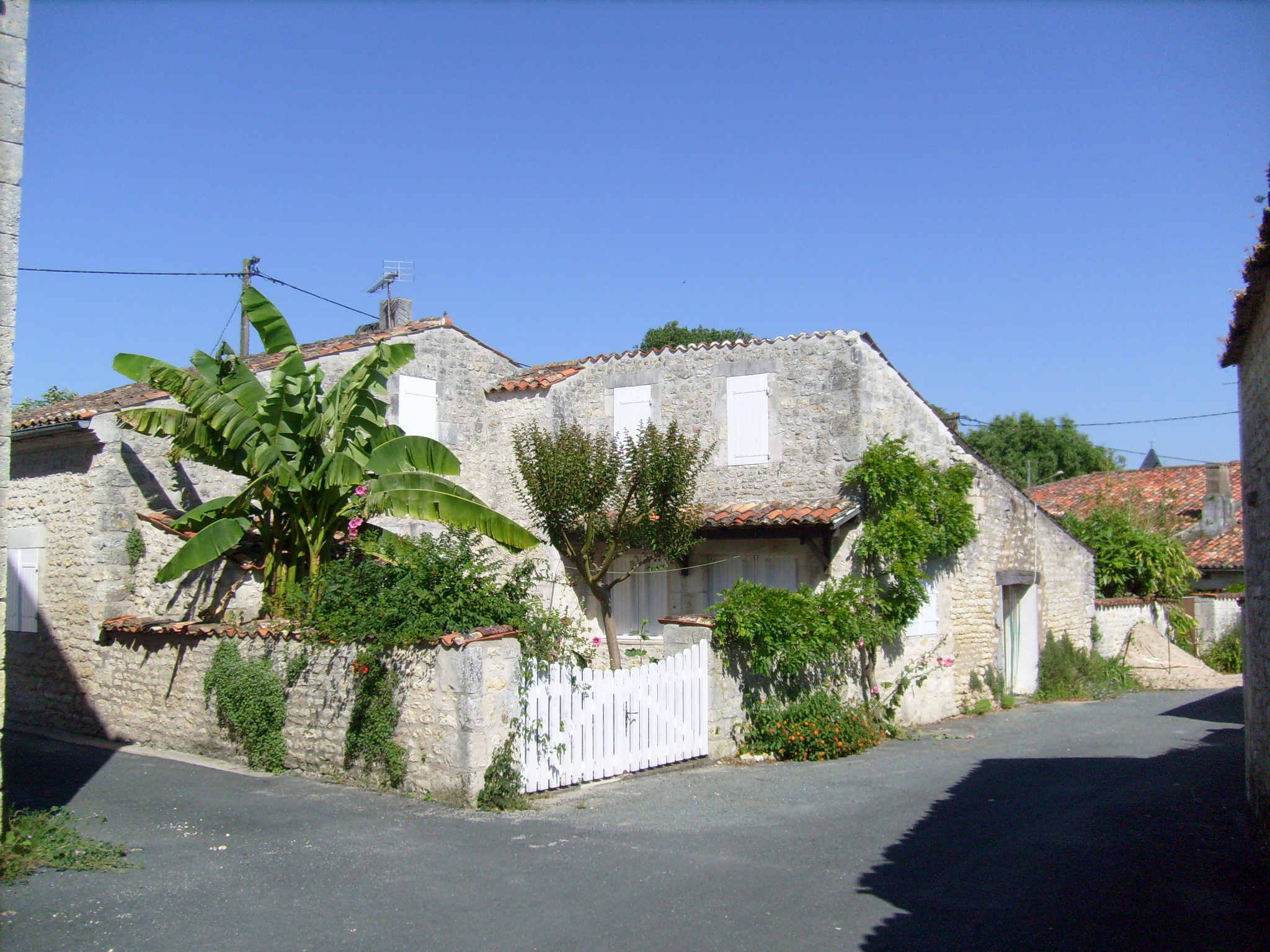
Venelles à Dercie.
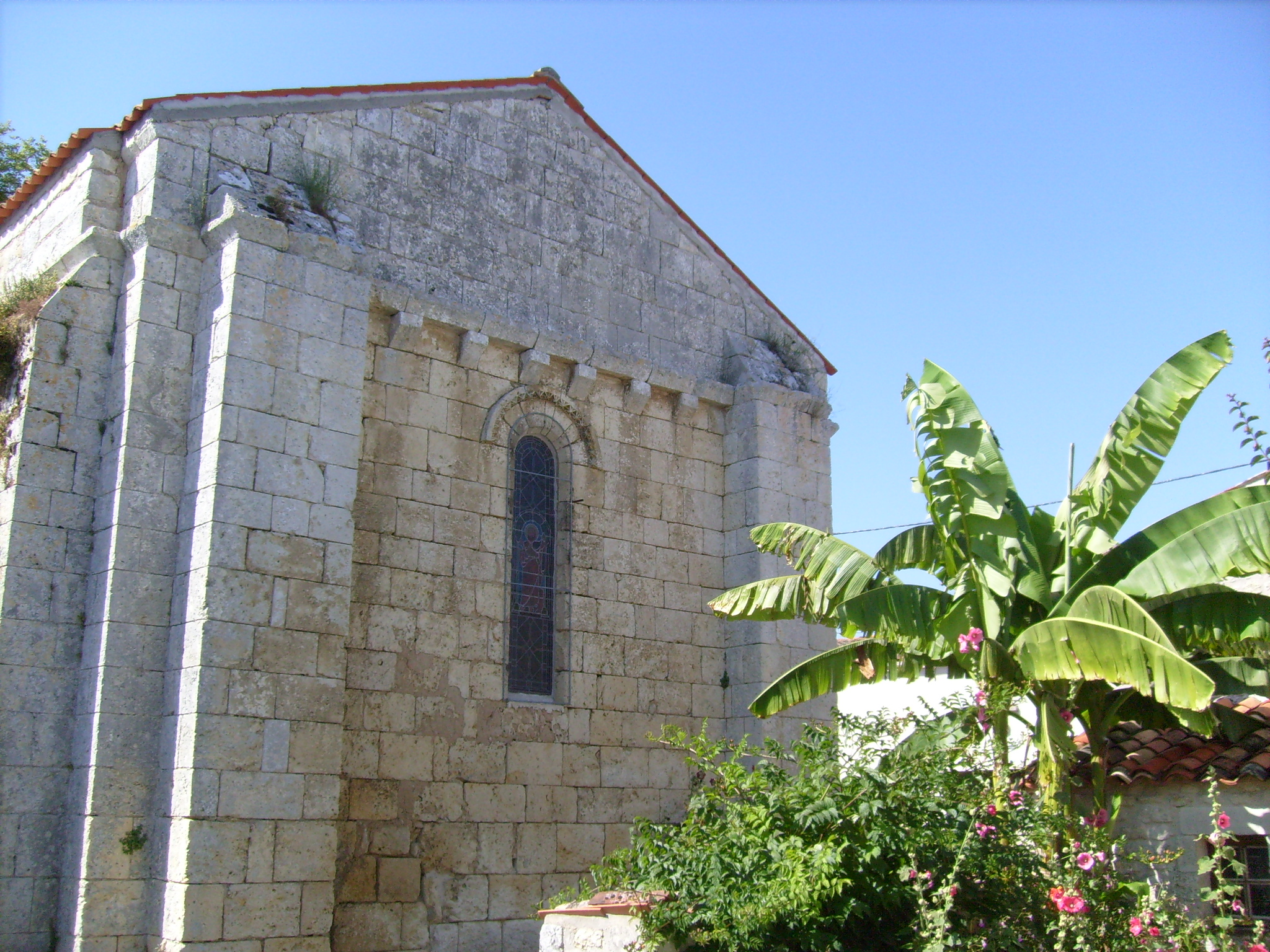
Chevet de l'église de Dercie.
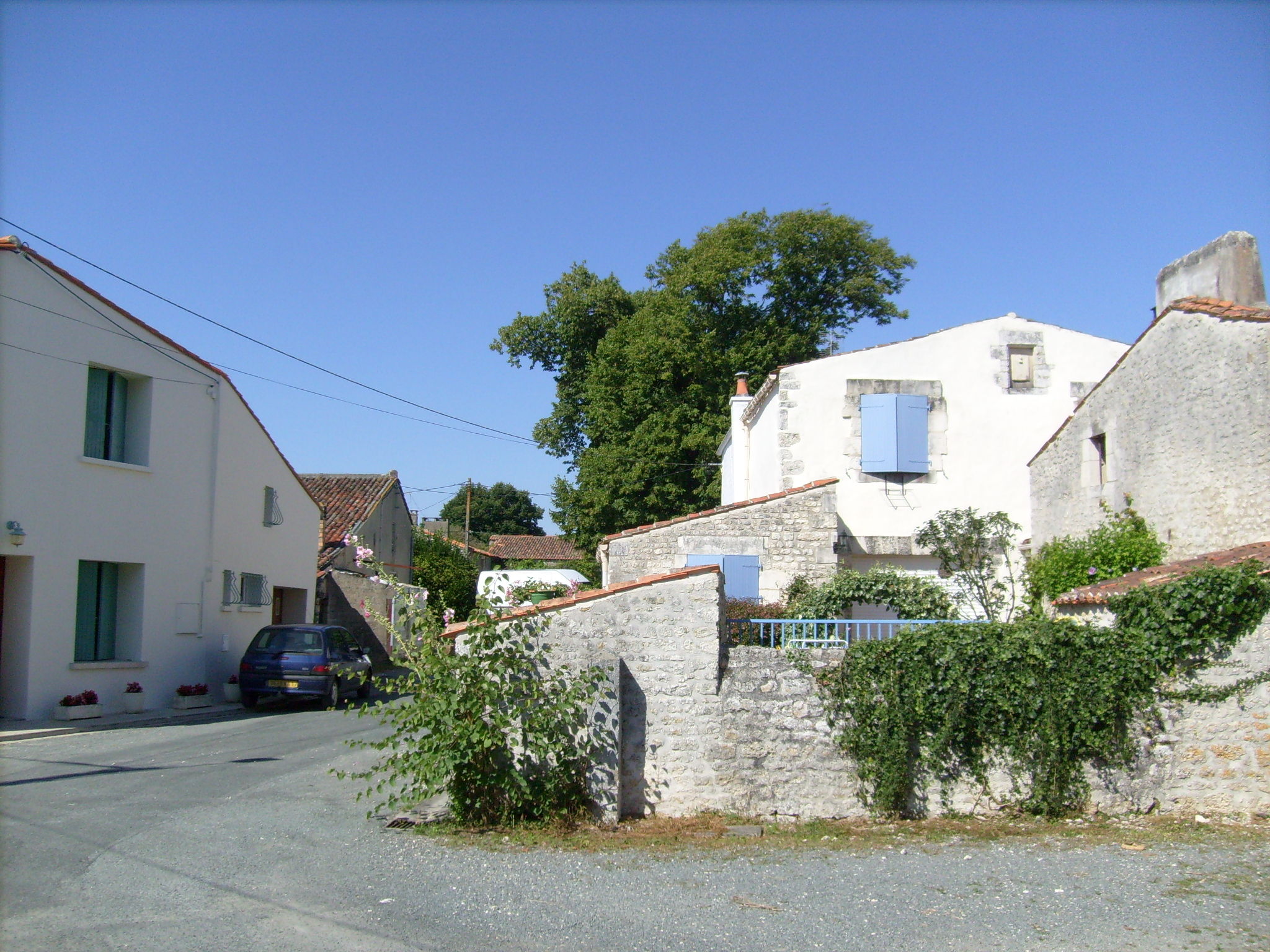
La rue du port.
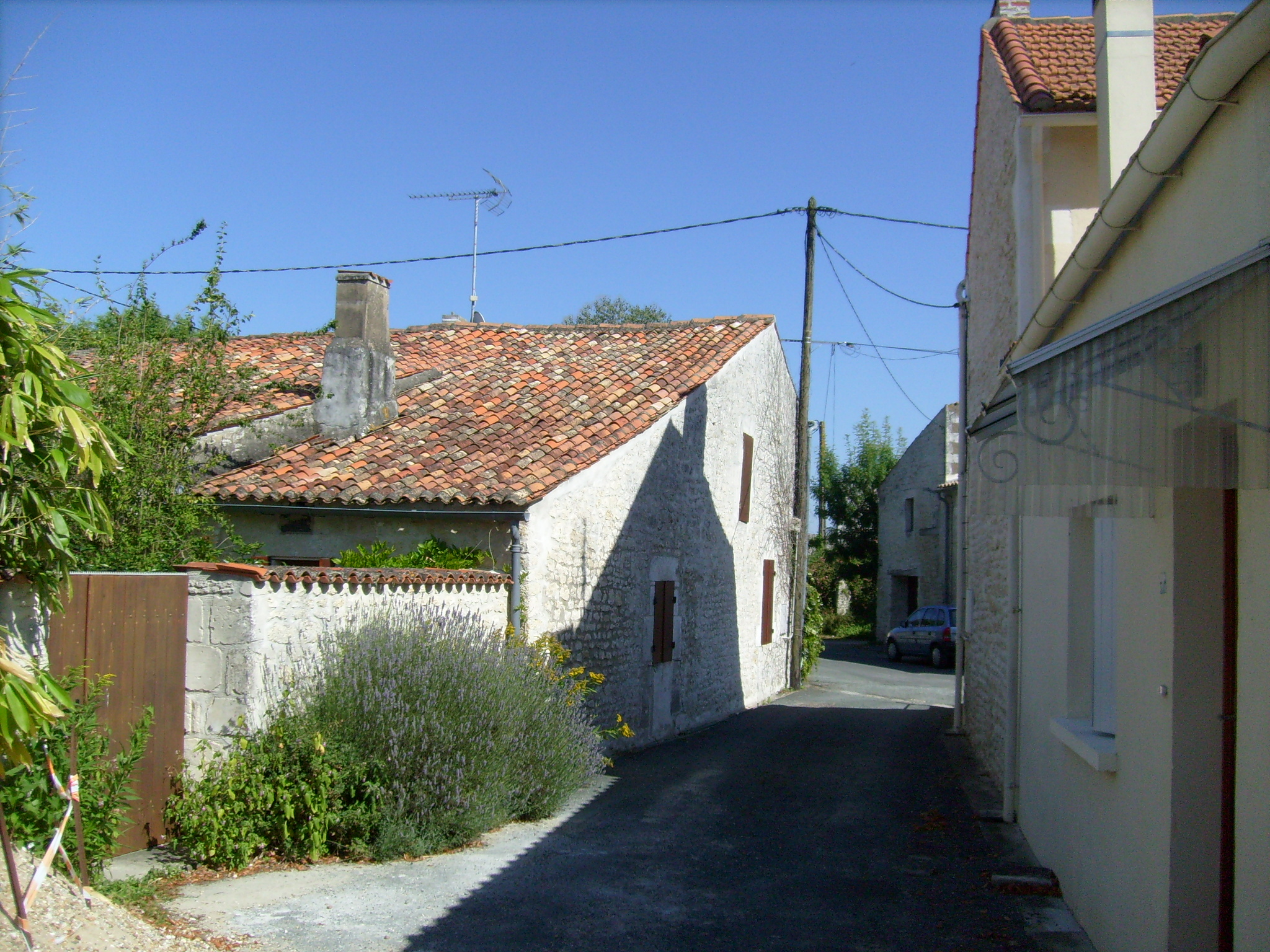
La rue de l'Église.

### Communes limitrophes
| Nieulle-sur-Seudre           | Saint-Sornin | Sainte-Gemme, Nancras |
| Chaillevette (sur 100 m)     | du Gua       | Sablonceaux           |
| Breuillet, Mornac-sur-Seudre | L'Éguille    | Saujon                |

### Climat
Le climat est de type océanique aquitain : la pluviométrie est relativement élevée en automne et en hiver et les hivers sont doux. L'été reste tempéré grâce à la brise marine. Deux vents venant de l'océan, le noroît et le suroît, soufflent sur les côtes du département. L'ensoleillement de la côte charentaise est très important : avec 2 250 heures par an, il est comparable à celui que connaît une partie de la côte méditerranéenne.
Les relevés de la station météorologique de La Rochelle entre 1946 et 2000 permettent de déterminer quelques dates majeures au point de vue climatique en Charente-Maritime : ainsi, au cours de cette période, la température la plus froide est relevée le 15 février 1956 : -13,6 °C. 
Un pic de température (dépassé seulement au cours de la canicule de 2003) est atteint le 8 juillet 1982 avec près de 39 °C à l'ombre. 
Si 1953 est considérée comme l'année la plus sèche, 2000 est au contraire la plus pluvieuse.
La Charente-Maritime est le département français le plus durement touché par la tempête Martin du 27 décembre 1999. Les records nationaux de vents enregistrés sont atteints avec 198 km/h au nord de l'île d'Oléron (station de la pointe de Chassiron). Des pointes à 194 km/h sont relevées à Royan.
Un an après le passage de la tempête Klaus (janvier 2009), la commune est touchée par la tempête Xynthia (février 2010). En dépit de violentes bourrasques, peu de dégâts sont relevés dans la commune.

#### Données générales
| Ville             | Ensoleillement · (h/an) | Pluie · (mm/an) | Neige · (j/an) | Orage · (j/an) | Brouillard · (j/an) |
| ----------------- | ----------------------- | --------------- | -------------- | -------------- | ------------------- |
| Médiane nationale | 1 852                   | 835             | 16             | 25             | 50                  |
| Le Gua            | 2250                    | 755             | 4              | 13             | 26                  |
| Paris             | 1 717                   | 634             | 13             | 20             | 26                  |
| Nice              | 2 760                   | 791             | 1              | 28             | 2                   |
| Strasbourg        | 1 747                   | 636             | 26             | 28             | 69                  |
| Brest             | 1 555                   | 1 230           | 6              | 12             | 78                  |
| Bordeaux          | 2 070                   | 987             | 3              | 32             | 78                  |

| Mois                              | jan. | fév. | mars | avril | mai  | juin | jui. | août | sep. | oct. | nov. | déc. | année |
| --------------------------------- | ---- | ---- | ---- | ----- | ---- | ---- | ---- | ---- | ---- | ---- | ---- | ---- | ----- |
| Température minimale moyenne (°C) | 3,4  | 2,8  | 5,4  | 7,4   | 10,7 | 13,7 | 15,8 | 15,7 | 13,7 | 10,5 | 6,3  | 3,9  | 9,2   |
| Température moyenne (°C)          | 5,9  | 6,9  | 8,7  | 11,1  | 14,3 | 17,5 | 19,8 | 19,6 | 17,8 | 14,2 | 9,4  | 6,6  | 12,7  |
| Température maximale moyenne (°C) | 8,5  | 9,9  | 12,1 | 14,7  | 17,9 | 21,3 | 23,8 | 23,5 | 21,8 | 18   | 12,6 | 9,2  | 16,1  |
| Ensoleillement (h)                | 84   | 111  | 174  | 212   | 239  | 272  | 305  | 277  | 218  | 167  | 107  | 85   | 2 250 |
| Précipitations (mm)               | 82,5 | 66,1 | 57   | 52,7  | 61,1 | 42,9 | 35,1 | 46,4 | 56,5 | 81,6 | 91,8 | 81,8 | 755,3 |

## Urbanisme

### Typologie
Au 1er janvier 2024, Le Gua est catégorisée commune rurale à habitat dispersé, selon la nouvelle grille communale de densité à 7 niveaux définie par l'Insee en 2022.
Elle est située hors unité urbaine. Par ailleurs la commune fait partie de l'aire d'attraction de Royan, dont elle est une commune de la couronne,. Cette aire, qui regroupe 26 communes, est catégorisée dans les aires de 50 000 à moins de 200 000 habitants,.
La commune, bordée par l'océan Atlantique, est également une commune littorale au sens de la loi du 3 janvier 1986, dite loi littoral. Des dispositions spécifiques d’urbanisme s’y appliquent dès lors afin de préserver les espaces naturels, les sites, les paysages et l’équilibre écologique du littoral, tel le principe d'inconstructibilité, en dehors des espaces urbanisés, sur la bande littorale des 100 mètres, ou plus si le plan local d’urbanisme le prévoit.

### Occupation des sols
L'occupation des sols de la commune, telle qu'elle ressort de la base de données européenne d’occupation biophysique des sols Corine Land Cover (CLC), est marquée par l'importance des territoires agricoles (64 % en 2018), une proportion sensiblement équivalente à celle de 1990 (63,9 %). La répartition détaillée en 2018 est la suivante :
terres arables (32,7 %), zones humides côtières (25,6 %), prairies (22 %), zones agricoles hétérogènes (9,4 %), forêts (6 %), zones urbanisées (3 %), eaux continentales (1,5 %). L'évolution de l’occupation des sols de la commune et de ses infrastructures peut être observée sur les différentes représentations cartographiques du territoire : la carte de Cassini (XVIIIe siècle), la carte d'état-major (1820-1866) et les cartes ou photos aériennes de l'IGN pour la période actuelle (1950 à aujourd'hui).

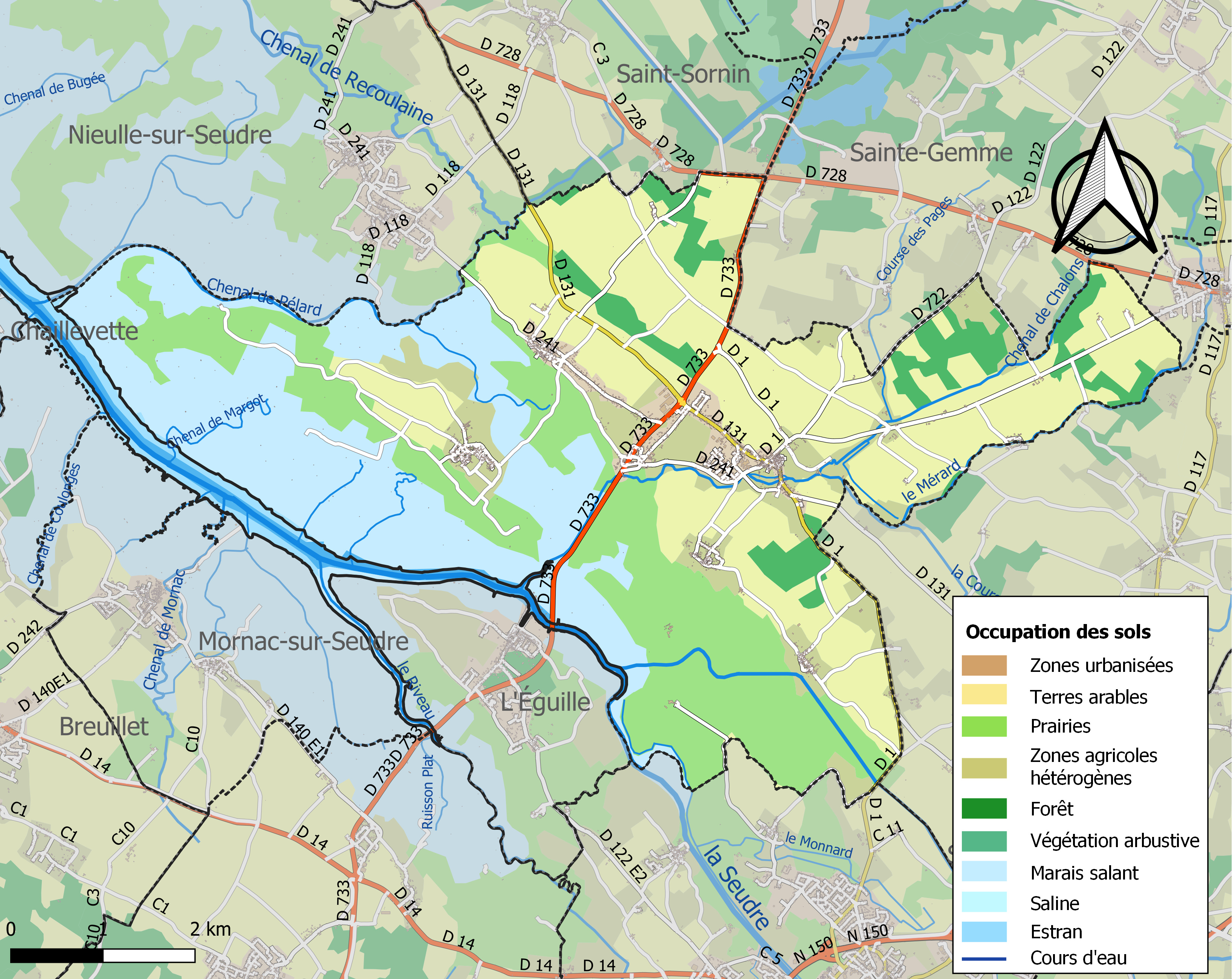
Carte des infrastructures et de l'occupation des sols de la commune en 2018 (CLC).

### Transports
La ville est équipée de stations de bus, desservies par le réseau de transports interurbains Les Mouettes. Il est possible par ce moyen de rejoindre les villes de Royan et de Rochefort.

### Risques majeurs
Le territoire de la commune du Gua est vulnérable à différents aléas naturels : météorologiques (tempête, orage, neige, grand froid, canicule ou sécheresse), inondations, mouvements de terrains et séisme (sismicité modérée). Il est également exposé à un risque technologique,  le transport de matières dangereuses, et à un risque particulier : le risque de radon. Un site publié par le BRGM permet d'évaluer simplement et rapidement les risques d'un bien localisé soit par son adresse soit par le numéro de sa parcelle.

#### Risques naturels
La commune fait partie du territoire à risques importants d'inondation (TRI) du littoral charentais-maritime, regroupant 40 communes concernées par un risque de submersion marine de la zone côtière, un des 21 TRI qui ont été arrêtés fin 2012 sur le bassin Adour-Garonne et confirmé en 2018 lors du second cycle de la Directive inondation, mais annulé en 2020. Les submersions marines les plus marquantes des XXe et XXIe siècles antérieures à 2019 sont celles liées à la tempête du 9 février 1924, à la tempête du 15 février 1957, aux tempêtes Lothar et Martin des 26 et 27 décembre 1999 et à la tempête Xynthia des 27 et 28 février 2010. D’une violence exceptionnelle, la tempête Xynthia a fortement endommagé le littoral de la Charente Maritime : douze personnes ont perdu la vie (essentiellement par noyade), des centaines de familles ont dû être relogées, et, sur un linéaire de l’ordre de 400 km de côte et de 225 km de défenses contre la mer, environ la moitié de ces ouvrages a subi des dommages plus ou moins importants. C’est environ 5 000 à 6 000 bâtiments qui ont été submergés et 40 000 ha de terres agricoles. La commune a été reconnue en état de catastrophe naturelle au titre des dommages causés par les inondations et coulées de boue survenues en 1982, 1999 et 2010,.

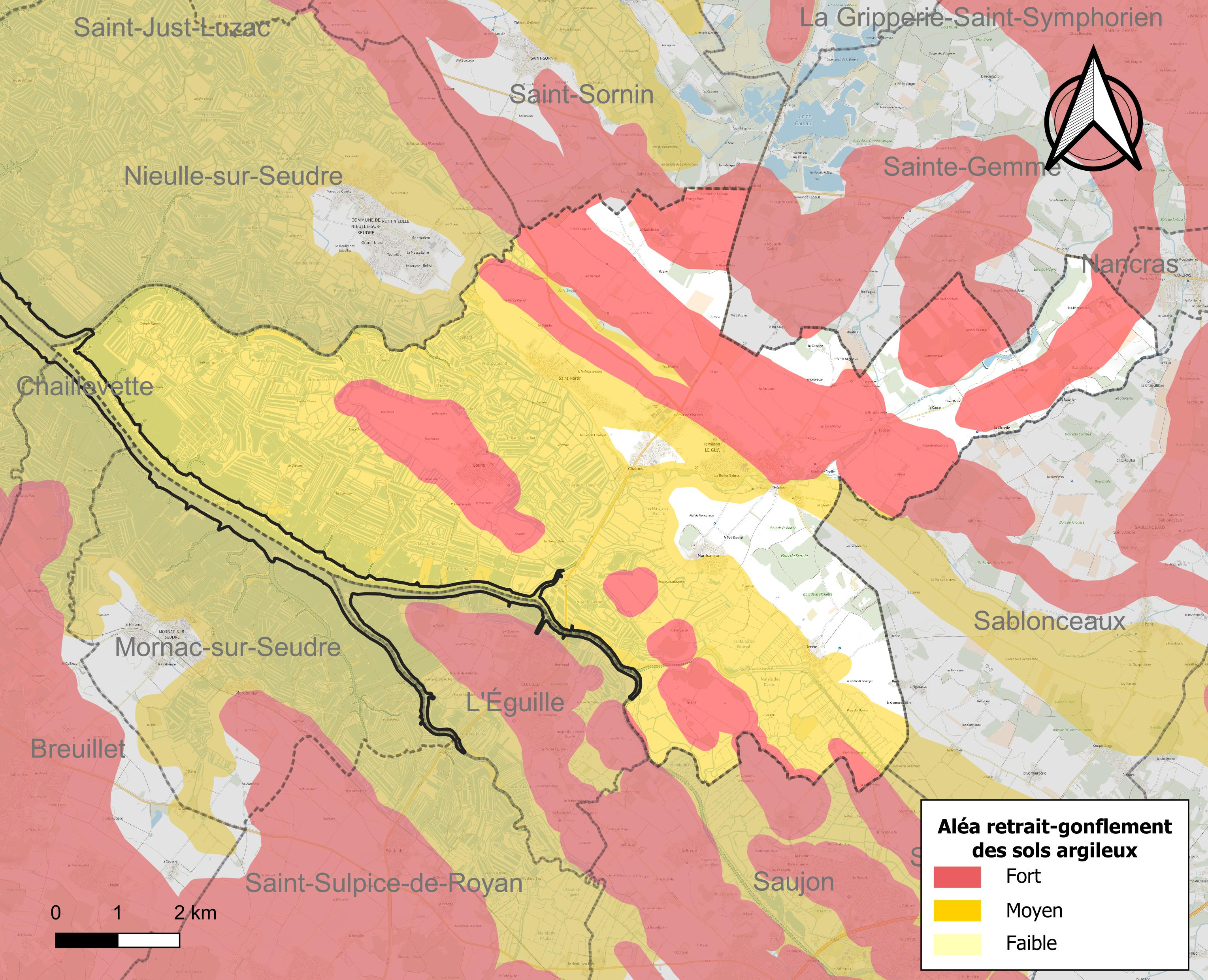
Carte des zones d'aléa retrait-gonflement des sols argileux du Gua.

Les mouvements de terrains susceptibles de se produire sur la commune sont des tassements différentiels.
Le retrait-gonflement des sols argileux est susceptible d'engendrer des dommages importants aux bâtiments en cas d’alternance de périodes de sécheresse et de pluie. 85,4 % de la superficie communale est en aléa moyen ou fort (54,2 % au niveau départemental et 48,5 % au niveau national). Sur les 1 099 bâtiments dénombrés sur la commune en 2019,  952 sont en aléa moyen ou fort, soit 87 %, à comparer aux 57 % au niveau départemental et 54 % au niveau national. Une cartographie de l'exposition du territoire national au retrait gonflement des sols argileux est disponible sur le site du BRGM,.
Par ailleurs, afin de mieux appréhender le risque d’affaissement de terrain, l'inventaire national des cavités souterraines permet de localiser celles situées sur la commune.
Concernant les mouvements de terrains, la commune a été reconnue en état de catastrophe naturelle au titre des dommages causés par des mouvements de terrain en 1999 et 2010.

#### Risques technologiques
Le risque de transport de matières dangereuses sur la commune est lié à sa traversée par une ou des infrastructures routières ou ferroviaires importantes ou la présence d'une canalisation de transport d'hydrocarbures. Un accident se produisant sur de telles infrastructures est susceptible d’avoir des effets graves sur les biens, les personnes ou l'environnement, selon la nature du matériau transporté. Des dispositions d’urbanisme peuvent être préconisées en conséquence.

#### Risque particulier
Dans plusieurs parties du territoire national, le radon, accumulé dans certains logements ou autres locaux, peut constituer une source significative d’exposition de la population aux rayonnements ionisants. Certaines communes du département sont concernées par le risque radon à un niveau plus ou moins élevé. Selon la classification de 2018, la commune du Gua est classée en zone 2, à savoir zone à potentiel radon faible mais sur lesquelles des facteurs géologiques particuliers peuvent faciliter le transfert du radon vers les bâtiments.

## Toponymie
L'origine du nom de cette commune semble dériver du latin vadum, ayant donné au Moyen Âge le nom « Vado », avant de devenir « Gua », qui serait un terme d'origine occitane désignant un gué. Le site de la commune évoque comme origine "les marais guats" marais salants asséchés lorsque la mer s'est retirée.
Jusqu'à la Révolution, le village se nommait Saint-Laurent-du-Gua.

## Histoire

### Des villages prospères
Si l'occupation du territoire communal dès la période néolithique semble probable, les plus anciens vestiges retrouvés ne sont guère antérieurs au début de notre ère. Des fragments de céramiques et de poteries datant de la période gallo-romaine furent découverts non loin du hameau de Châlons, dans la partie sud de la commune. À cette époque, l'estuaire de la Seudre était encore recouvert par un golfe, le littoral atteignant Châlons et Montsanson, et l'hypothèse de l'existence d'un port romain a été envisagée.

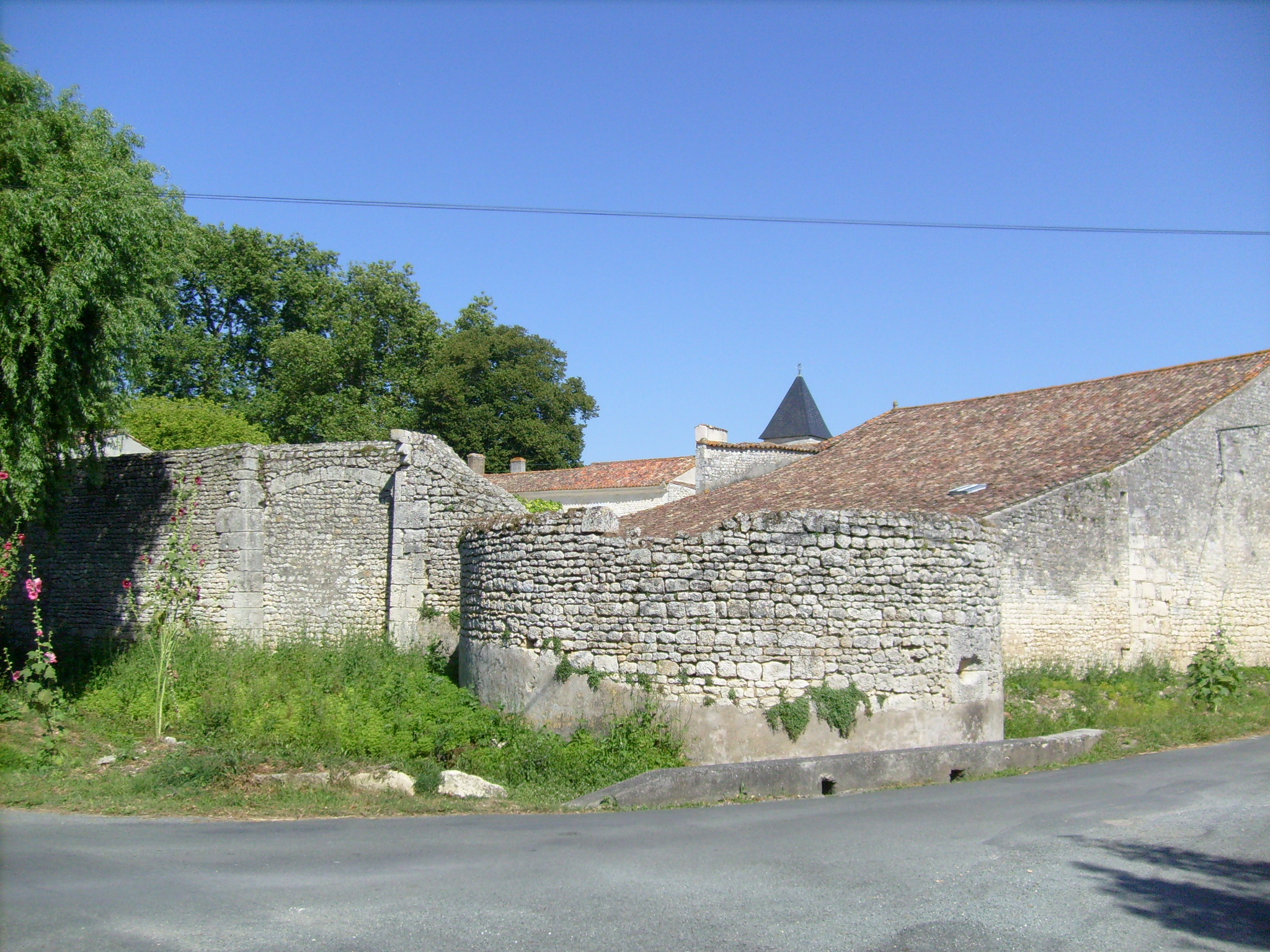
Ruines du château de Dercie.

Au Moyen Âge, la présence de deux paroisses est attestée par un acte de donation datant de 1047 et émanant du duc d'Aquitaine Geoffroy Martel. Celui-ci donne à l'abbaye aux Dames de Saintes les églises de Saint-Laurent-du-Gua et de Saint-Martin-de-Sanzillac (aujourd'hui, Saint-Martin-du-Gua), ainsi que leurs propriétés et divers revenus. Vers la même époque, un château fort est élevé dans le hameau de Montélin : si celui-ci a été détruit par la suite, la motte féodale est elle toujours bien visible. Au XIIe siècle, le commerce du sel et du vin, ainsi que le développement des cultures céréalières font la prospérité du territoire. L'accroissement rapide de la population justifie la création de plusieurs nouvelles paroisses, établies autour d'anciens domaines agricoles. L'église Saint-Pierre-ès-liens de Dercie est fondée à cette époque, ainsi que l'église Saint-Thomas de Faveau, aujourd'hui détruite. Les marais salants qui s'étendent sur une large partie du territoire attisent bien des convoitises, et en 1233 éclatera un conflit majeur entre le seigneur Hugues de Lusignan et Madame de Saintes (abbesse de l'abbaye aux Dames) au sujet de leur possession, qui sera finalement confirmée à l'abbaye aux Dames.

### Le temps des troubles
Durant la guerre de Cent Ans, Français et Anglais se disputent le pays de Marennes. Le climat d'insécurité, qui s'explique autant par les exactions répétées, notamment de la part des troupes du comte de Derby, qui ravage la région, que par la présence de bandits profitant de l'anarchie, justifie la fortification de l'église aux XIVe et XVe siècles. De même pour le logis noble de Dercie, auquel on adjoint des tours de garde, des remparts et de profondes douves. La paix revenue sera de courte durée, à la suite des conflits religieux opposant catholiques et réformés au XVIe siècle. À cette époque, la majorité de la population adhère à la Réforme.
À partir du XVIIe siècle, l'éloignement de la mer provoque le déclin des marais salants. La population se tourne alors vers de nouvelles activités : culture du lin, du chanvre, et surtout meunerie. De nombreux moulins (à vent, mais aussi à eau ou à marée) sont bâtis à cette époque. Si beaucoup ont disparu, l'on peut toujours voir huit moulins dans la commune : parmi les mieux conservés, on peut citer le moulin à vent de Saint-Martin, le moulin à marée de Châlons et le moulin à eau de Chollet.
Les seigneurs de Dercie sont représentés par la famille de Saint-Légier de La Sausaye  au XVIIe siècle, puis par les Guinot au siècle suivant. Ils impriment leur marque sur les édifices du village : le château est transformé en demeure d'agrément, et l'église restaurée par les Guinot, qui font sculpter leur blason sur la façade de l'édifice. À Faveau, les seigneurs sont les Garesché. Au XVIIIe siècle, Pierre-Isaac Garesché sera l'un des hommes les plus importants de la région, possédant de nombreuses terres, dont un domaine agricole mesurant près de 1200 hectares. De confession protestante, il ne put être enterré ailleurs que dans sa propriété.
Louis de Vallée, chevalier, est seigneur de Montsanson à la fin du XVIIe siècle.

### L'unité dans la diversité

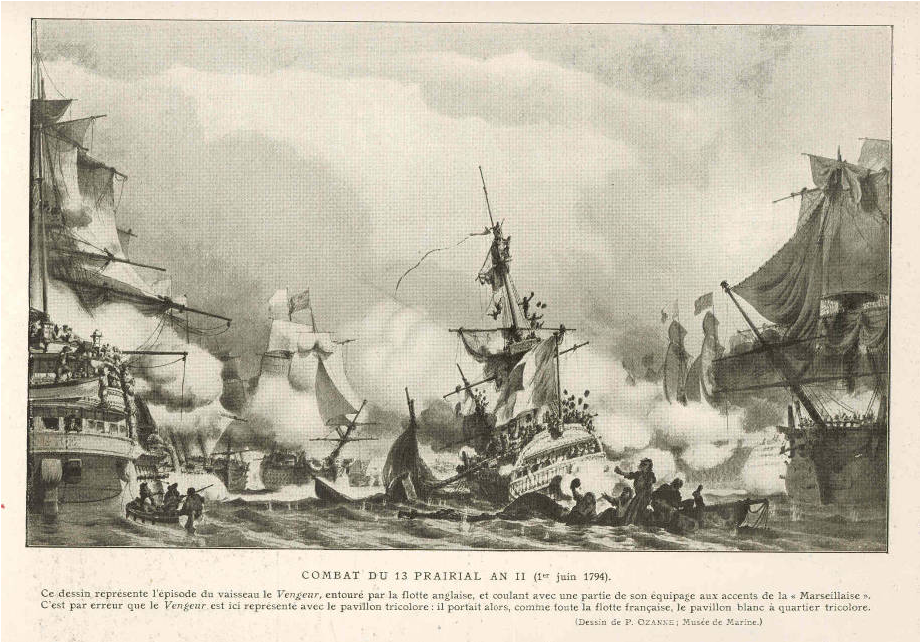
Le Vengeur du peuple, entouré par la flotte anglaise, coule tandis que l'équipage crie « Vive la Nation » et chante la Marseillaise.

En 1750, naît à Saint-Martin-de-Sanzillac Jean François Renaudin, qui deviendra célèbre comme commandant du vaisseau Le Vengeur du Peuple, lors de la terrible bataille de Prairial en l'an II de la République : 1794. Pris à partie par plusieurs vaisseaux de l'escadre anglaise, le navire coulera, entraînant avec lui 504 hommes sur les 723 membres d'équipage. Ce combat naval entrera dans la légende, et lui vaudra le grade de contre-amiral.
En 1790 sont créées les communes du Gua, de Montsanson, de Dercie, de Faveau et de L'Illate, mais dès 1793, toutes sont rattachées à la commune du Gua, à l'exception de L'Ilatte, qui ne sera annexée qu'en 1797. Longtemps, ces villages, bien que privés de leur statut de commune, resteront des lieux très vivants. Saint-Martin, par exemple, comptait avant-guerre trois cafés, un mécanicien, une boulangerie, deux épiceries, et l’on pouvait aussi se faire coiffer et acheter de la quincaillerie. Les églises de Saint-Martin, de Faveau et de Montélin sont vendues comme biens nationaux et détruites, probablement au cours du XIXe siècle.
Dans le hameau de Souhe, à l'écart du village, la communauté protestante s'organise à partir de la fin du XVIIIe siècle et du début du XIXe siècle. Une école et une maison d'oraison y sont attestées dès 1756. En 1826, la communauté demande officiellement la construction d'un temple. Un dossier est transmis à la sous-préfecture de Marennes, ainsi qu'au conseil municipal du Gua. Les caisses municipales étant au plus bas après les travaux de réfection de l'église Saint-Laurent, la construction de l'édifice n'est entamée qu'en 1830. Quelques mois plus tard, le temple est ouvert au culte. Peu après, une école est élevée. Celle-ci deviendra école communale vers 1860, avant d'être transférée dans de nouveaux locaux en centre-bourg. Cette époque est aussi celle du développement de la viticulture, avant que les ravages du phylloxera n'y mettent un frein.
En 1912 est élevée la laiterie coopérative, qui sera longtemps la principale industrie de la ville, employant plus de cent personnes. Agrandie en 1930, puis en 1955, elle fermera finalement ses portes en 1986.
L'ancien couvent Sainte-Thérèse est transformé en centre d'hébergement pour les personnes âgées victimes du bombardement de Royan en 1945, avant de devenir une importante maison de retraite, laquelle est maintenant installée dans de nouveaux locaux.
La ville est aujourd'hui un centre économique en développement, grâce à sa situation au carrefour des bassins d'emploi de Royan, Rochefort et Marennes.

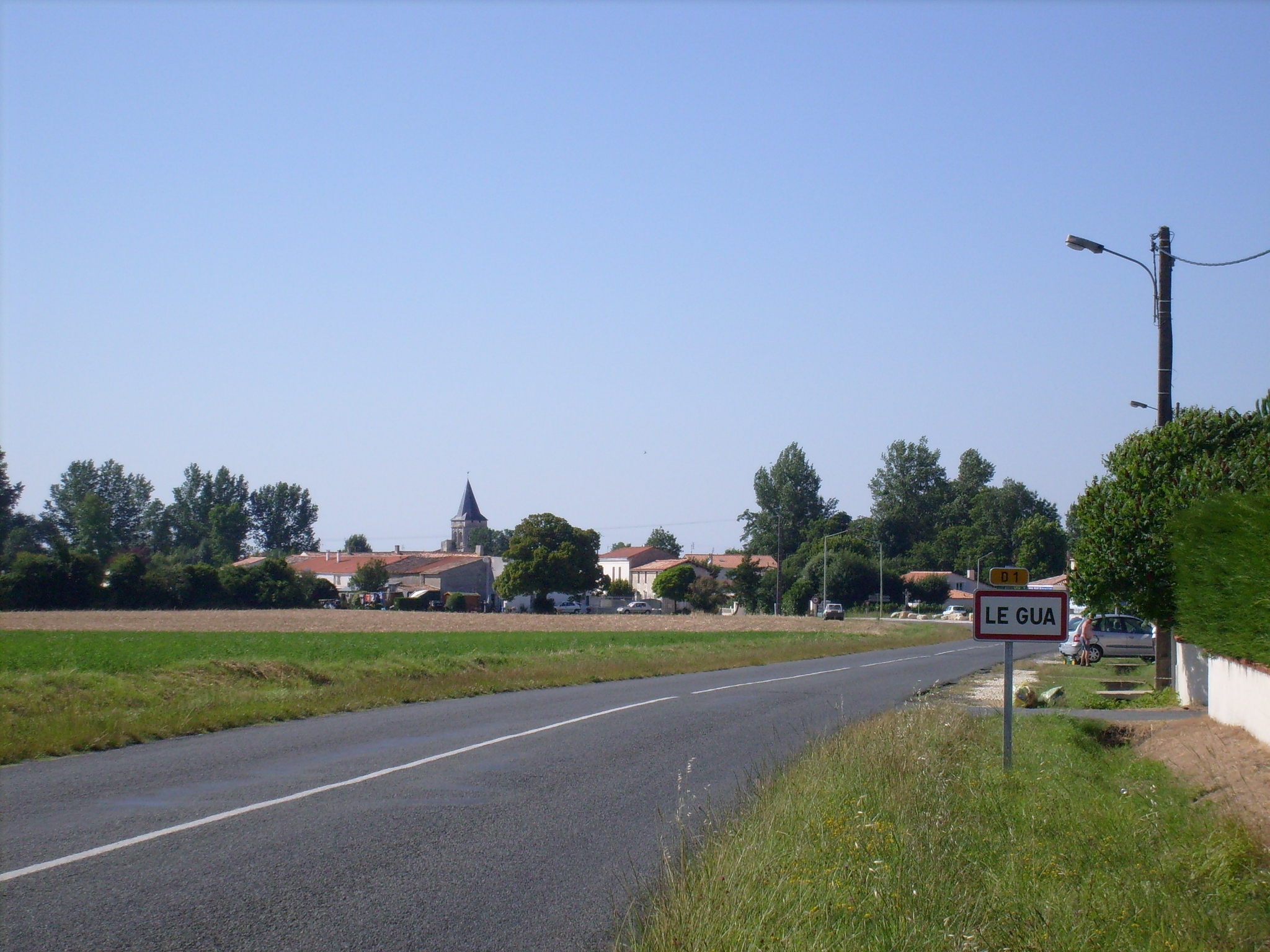
L'entrée depuis la route de Saujon.
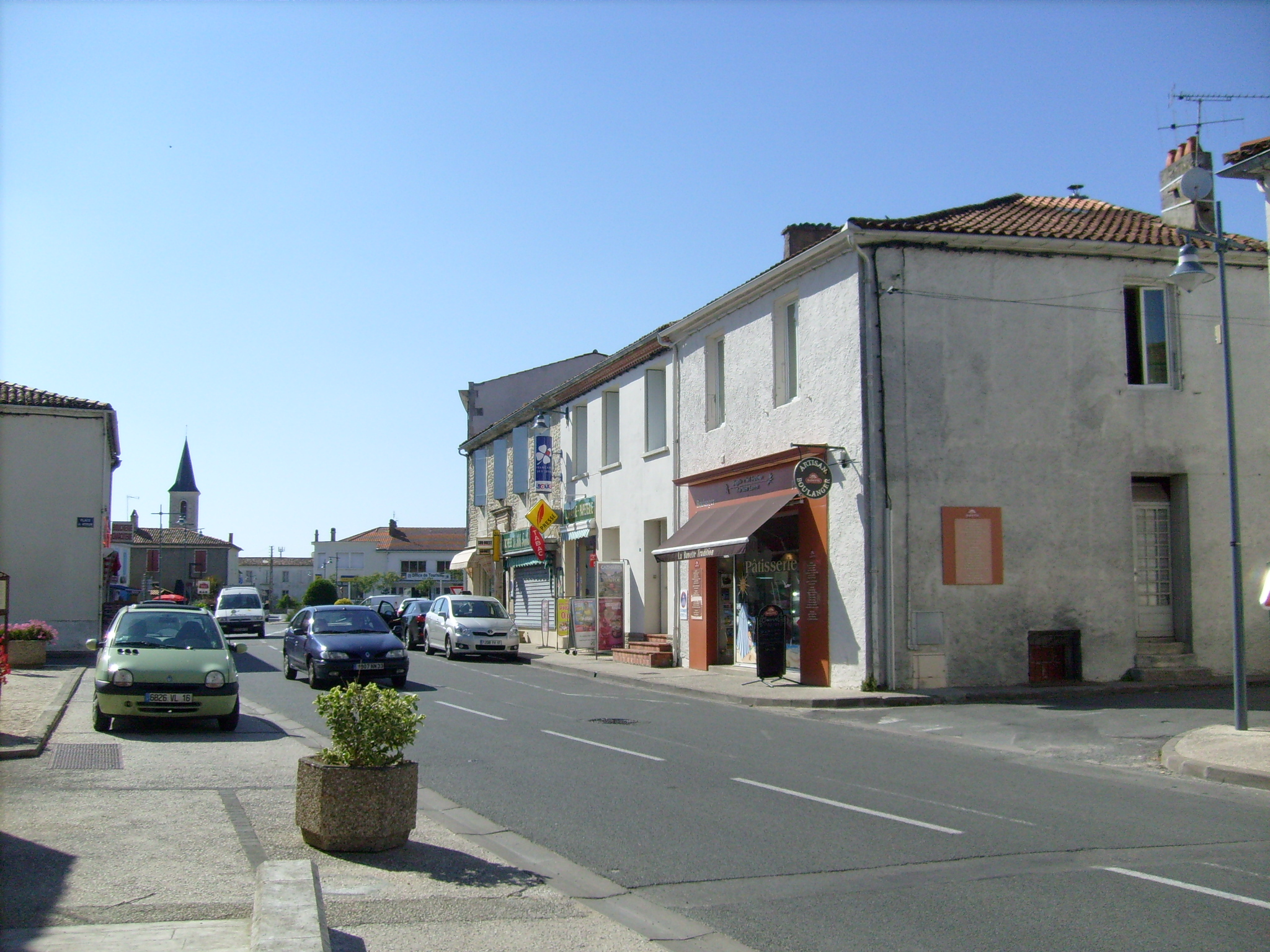
Principale rue du centre-ville.
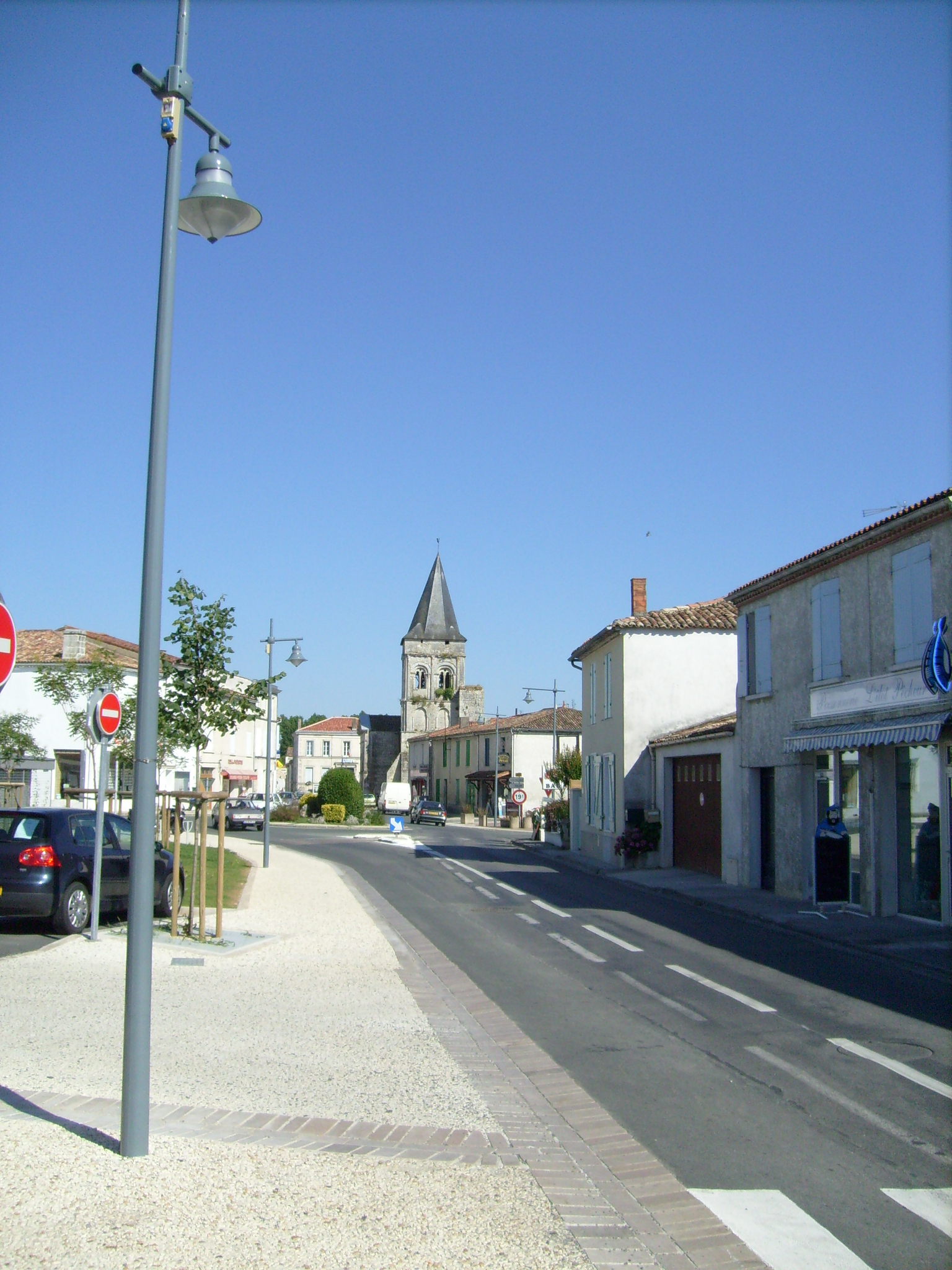
Vue vers l'église Saint-Laurent et la place de Verdun.
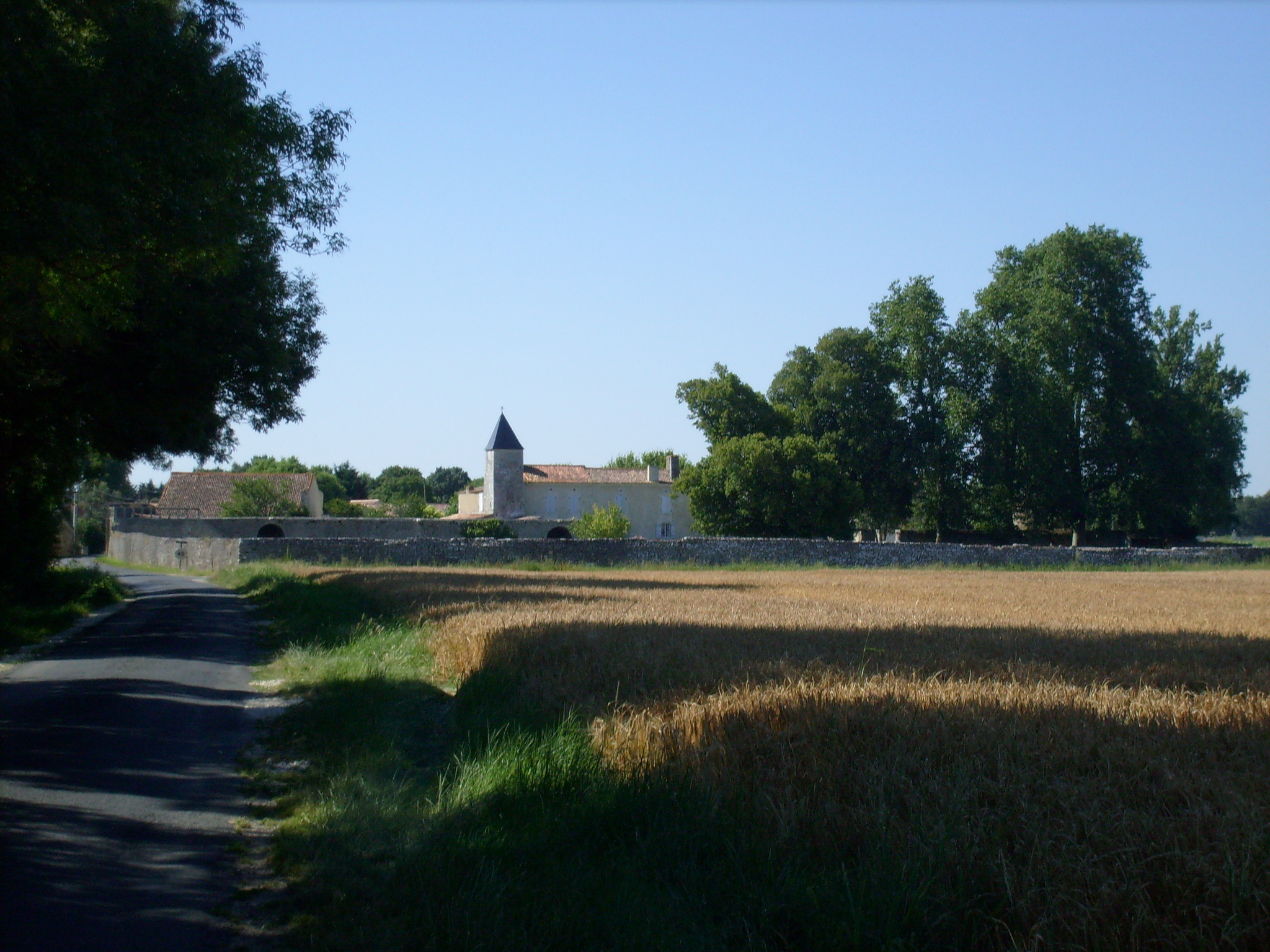
Entrée du village de Dercie.

## Administration

### Administration municipale

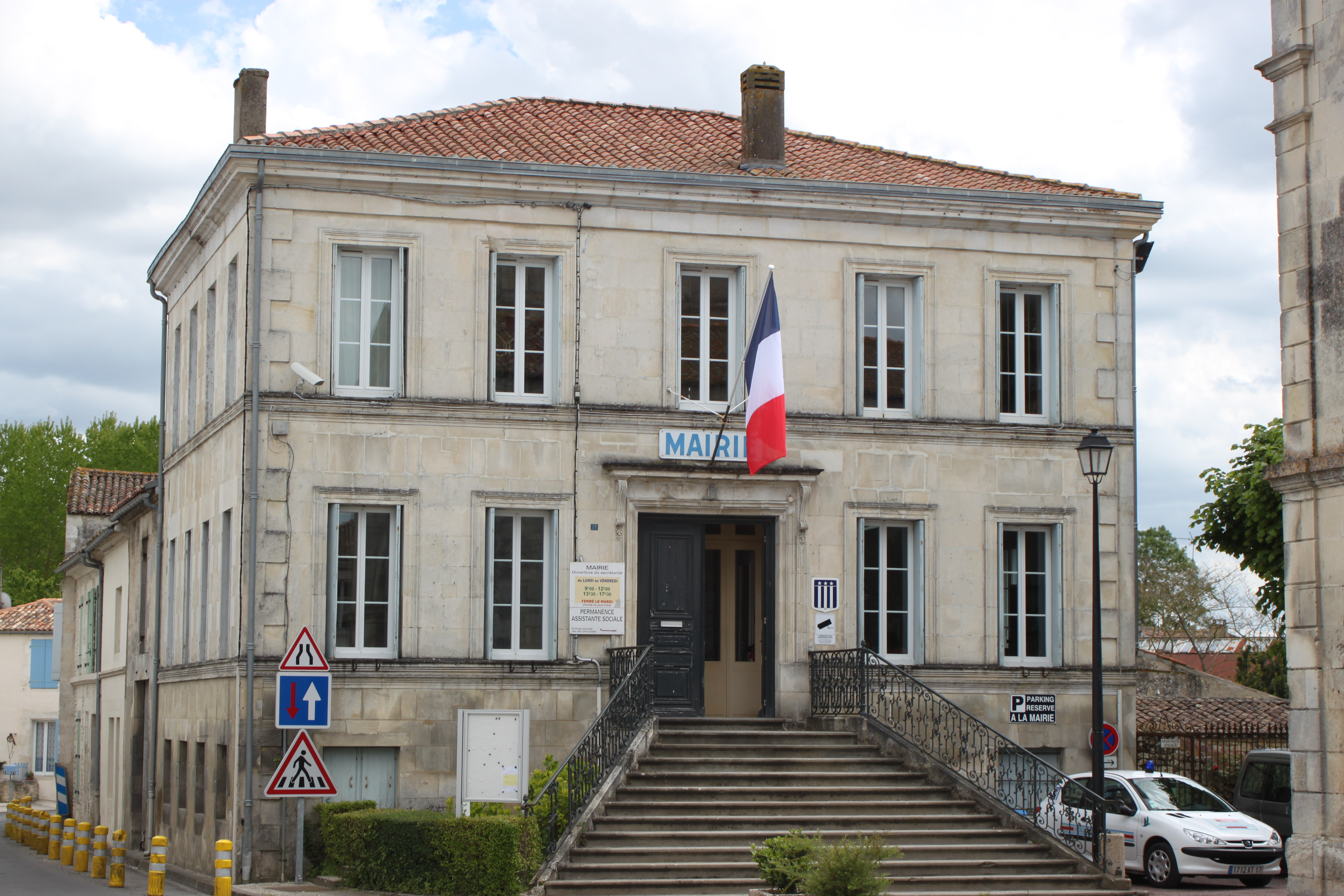
La mairie.

De 1789 à 1799, en vertu de la loi du 14 décembre 1789, les agents municipaux (maires) sont élus au suffrage direct pour 2 ans et rééligibles, par les citoyens actifs de la commune âgés d'au moins 25 ans, contribuables payant une contribution au moins égale à 3 journées de travail dans la commune. Sont éligibles ceux qui paient un impôt équivalent au moins à dix journées de travail.
De 1799 à 1848, La constitution du 22 frimaire an VIII (13 décembre 1799) revient sur l’élection du maire, les maires sont nommés par le préfet pour les communes de moins de 5 000 habitants. La Restauration instaure la nomination des maires et des conseillers municipaux. Après les lois organiques 1831, les maires sont nommés (par le roi pour les communes de plus de 3 000 habitants, par le préfet pour les plus petites), mais les conseillers municipaux sont élus au suffrage censitaire pour six ans.
Du 3 juillet 1848 à 1851, les maires sont élus par le conseil municipal pour les communes de moins de 6 000 habitants.
De 1851 à 1871, les maires sont nommés par le préfet, pour les communes de moins de 3 000 habitants et pour 5 ans à partir de 1855. Après 1871, les maires sont de nouveau élus, sauf dans les chefs-lieux (de départements, d'arrondissements ou de cantons).
Ce n'est que le 28 mars 1882, qu'une loi sur l’organisation municipale (encore en vigueur) est votée, et qui régit le principe de l'élection du maire et des adjoints par le conseil municipal, quelle que soit l'importance de la commune (sauf pour Paris). La loi du 5 avril 1884 fixe le mandat à quatre ans, durée portée le 10 avril 1929 à six ans.

### Liste des maires
| Période                                  | Période  | Identité                       | Étiquette | Qualité                                                      |
| ---------------------------------------- | -------- | ------------------------------ | --------- | ------------------------------------------------------------ |
| Les données manquantes sont à compléter. |          |                                |           |                                                              |
| ca. 1787                                 | 1808     | "André" Pierre Louis de Reboul |           | Capitaine d'infanterie puis propriétaire terrien             |
|                                          |          |                                |           |                                                              |
| 1995                                     | 2001     | Alain Latreuille               | DVG       | Entrepreneur en bâtiment                                     |
| 2001                                     | 2014     | Jacky Vernoux                  |           | Gérant de société                                            |
| 2014                                     | En cours | Patrice Brouhard               | DVG       | Cuisinier Président de la CC du Bassin de Marennes (2020 → ) |

### Région
À la suite de la réforme administrative de 2014 ramenant le nombre de régions de France métropolitaine de 22 à 13, la commune appartient depuis le 1er janvier 2016 à la région Nouvelle-Aquitaine, dont la capitale est Bordeaux. De 1972 au 31 décembre 2015, elle a appartenu à la région Poitou-Charentes, dont le chef-lieu était Poitiers.

### Canton
La commune est rattachée au canton de Marennes, qui regroupe sept communes. Elle est la troisième commune la plus peuplée après Marennes et Bourcefranc-le-Chapus.
Le conseiller général du canton est actuellement Mickael Vallet.

### Intercommunalité
Le Gua est une des sept communes formant la Communauté de communes du Bassin de Marennes. Une réflexion sur le rattachement de la commune à la Communauté d'agglomération Royan Atlantique est menée depuis le début des années 2010.

### Jumelages
La commune est jumelée avec Huttenheim, localité de Philippsburg en Allemagne depuis 1968.

## Population et société

### Démographie
L'évolution du nombre d'habitants est connue à travers les recensements de la population effectués dans la commune depuis 1793. Pour les communes de moins de 10 000 habitants, une enquête de recensement portant sur toute la population est réalisée tous les cinq ans, les populations de référence des années intermédiaires étant quant à elles estimées par interpolation ou extrapolation. Pour la commune, le premier recensement exhaustif entrant dans le cadre du nouveau dispositif a été réalisé en 2004.

En 2022, la commune comptait 2 115 habitants, en évolution de +1,1 % par rapport à 2016 (Charente-Maritime : +4,04 %, France hors Mayotte : +2,11 %).
| 1793  | 1800  | 1806  | 1821  | 1831  | 1836  | 1841  | 1846  | 1851  |
| ----- | ----- | ----- | ----- | ----- | ----- | ----- | ----- | ----- |
| 1 583 | 1 634 | 1 221 | 1 543 | 2 815 | 2 056 | 2 074 | 2 097 | 2 080 |

| 1856  | 1861  | 1866  | 1872  | 1876  | 1881  | 1886  | 1891  | 1896  |
| ----- | ----- | ----- | ----- | ----- | ----- | ----- | ----- | ----- |
| 2 064 | 2 114 | 2 026 | 1 881 | 1 841 | 1 876 | 1 891 | 1 759 | 1 652 |

| 1901  | 1906  | 1911  | 1921  | 1926  | 1931  | 1936  | 1946  | 1954  |
| ----- | ----- | ----- | ----- | ----- | ----- | ----- | ----- | ----- |
| 1 556 | 1 590 | 1 545 | 1 344 | 1 377 | 1 339 | 1 279 | 1 222 | 1 381 |

| 1962  | 1968  | 1975  | 1982  | 1990  | 1999  | 2004  | 2006  | 2009  |
| ----- | ----- | ----- | ----- | ----- | ----- | ----- | ----- | ----- |
| 1 434 | 1 513 | 1 395 | 1 491 | 1 689 | 1 856 | 1 920 | 1 953 | 2 057 |

| 2014  | 2019  | 2022  | - | - | - | - | - | - |
| ----- | ----- | ----- | - | - | - | - | - | - |
| 2 074 | 2 100 | 2 115 | - | - | - | - | - | - |

### Pyramide des âges
La population de la commune est relativement âgée.
En 2018, le taux de personnes d'un âge inférieur à 30 ans s'élève à 24,2 %, soit en dessous de la moyenne départementale (29 %). À l'inverse, le taux de personnes d'âge supérieur à 60 ans est de 38,1 % la même année, alors qu'il est de 34,9 % au niveau départemental.
En 2018, la commune comptait 1 008 hommes pour 1 091 femmes, soit un taux de 51,98 % de femmes, légèrement inférieur au taux départemental (52,15 %).
Les pyramides des âges de la commune et du département s'établissent comme suit.
| Hommes | Classe d’âge | Femmes |
| ------ | ------------ | ------ |
| 1,2    | 90 ou +      | 3,7    |
| 11,8   | 75-89 ans    | 15,4   |
| 21,2   | 60-74 ans    | 22,8   |
| 24,1   | 45-59 ans    | 22,5   |
| 16,2   | 30-44 ans    | 12,8   |
| 13,0   | 15-29 ans    | 10,7   |
| 12,6   | 0-14 ans     | 12,2   |

| Hommes | Classe d’âge | Femmes |
| ------ | ------------ | ------ |
| 1,1    | 90 ou +      | 2,6    |
| 10,1   | 75-89 ans    | 12,6   |
| 22     | 60-74 ans    | 23,2   |
| 20,1   | 45-59 ans    | 19,7   |
| 16,1   | 30-44 ans    | 15,6   |
| 15,2   | 15-29 ans    | 12,7   |
| 15,4   | 0-14 ans     | 13,6   |

### Enseignement
La commune compte une école élémentaire, située rue Samuel-Champlain, et une école maternelle, située rue Pierre-Loti. L'école maternelle occupe les bâtiments d'une ancienne ferme, la ferme du logis. Elle se compose de trois classes, d'un dortoir, d'une salle d'évolution, d'un réfectoire et d'une cour. Les enfants de la commune y sont accueillis à partir de l'âge de trois ans. L'école élémentaire comprend quant à elle cinq classes, une salle multimédia, deux cours et deux préaux. Elle abrite également un restaurant scolaire géré par la municipalité. Une garderie périscolaire est située à proximité de l'école maternelle. Elle prend en charge les élèves des deux écoles du lundi au vendredi, le matin entre 7 heures 50 et 8 heures 50, et le soir entre 16 heures 30 et 18 heures 30.
Un bus scolaire assure le transport gratuit des élèves de la commune vers les écoles publiques, ainsi que vers le collège André-Albert, situé à Saujon. Les lycées les plus proches sont situés à Royan.

### Médiathèque
L'ancienne bibliothèque municipale, installée depuis de nombreuses années dans une maison à côté de l'école maternelle, se révélant trop exiguë, la municipalité a réalisé la reconversion de l'ancienne église Sainte-Thérèse depuis début 2011. Le bâtiment, acquis par la commune, est divisé en deux niveaux : un rez-de-chaussée transformé en médiathèque accueille les ouvrages de l'ancienne bibliothèque (plus de 6000 livres) ainsi qu'un espace multimédia, tandis que l'étage est aménagé en salle de réunion pour les jeunes de la commune. Un ascenseur a été mis en place afin de permettre l'accès aux personnes à mobilité réduite. Les travaux, lancés fin 2009, se sont poursuivis jusqu'en 2010. La médiathèque a été ouverte au début de l'année 2011.

### Sports
La commune est équipée d'un terrain de sport, lequel est utilisé par l'association sportive guataise. Le village compte un club de football, de cyclisme, un club de gymnastique et un club de tennis.
Depuis l'année 2007, de nouveaux itinéraires cyclables ont été créés dans la commune. Réalisés en partenariat avec le conseil général, la Communauté de communes du Bassin de Marennes et la Communauté d'agglomération Royan Atlantique, ils traversent différents hameaux et paysages pittoresques, au cœur des marais de la Seudre.

### Santé
Le village est équipé des services médicaux de base, en particulier deux cabinets médicaux, d'un kinésithérapeute, de deux infirmières et d'une maison de retraite publique (La Coraline) rattachée au centre hospitalier de Royan.

### Cultes
Les offices catholiques sont célébrés le samedi soir à 18 heures, en l'église Saint-Laurent. Un pèlerinage fut organisé jusqu'au début des années 1980 à l'église Saint-Pierre-ès-Liens de Dercie. Celui-ci est suspendu en raison de l'état du sanctuaire, devenu dangereux. Le culte protestant est célébré à Saujon, le dimanche à 10 heures 30.

## Économie
La commune est au cœur d'un bassin d'emploi particulièrement attractif, la zone d'emploi de Royan (issue de la partition de l'ancienne zone d'emploi Saintonge maritime, qui regroupait de nombreuses communes du Pays Rochefortais, du Pays Marennes-Oléron et du Pays Royannais), forte de 27 753 emplois en 2008. La zone d'emploi de Royan est, avec celle de La Rochelle, la plus dynamique de l'ex-région Poitou-Charentes, toutes deux profitant « d'un tissu économique et d'une démographie dynamiques » (Insee). La croissance y particulièrement soutenue, du fait du développement des activités tertiaires.
L'activité économique de la commune est principalement tournée vers les services et le commerce. Si le centre-ville a non seulement conservé mais également vu se créer de nouveaux commerces (supérette, commerces de proximité), la commune possède également une petite zone commerciale, la ZC du Fief des justices, en bordure de la route de Rochefort. Un projet d'extension de celle-ci est en phase de concertation depuis 2008. Le détail de ce projet porté par la société Em2c est rendu public au mois de décembre 2013. Baptisé « Omégua », il formerait un parc d'activités économiques de 12750 mètres carrés à l'intersection des routes de Rochefort et de Marennes, important carrefour par où transitent quotidiennement près de 20 000 véhicules. Ce parc se composerait d'une pépinière d'entreprises et d'un pôle commercial comprenant de nouvelles boutiques (équipements de la maison et de la personne, bricolage, sport) autour d'un centre commercial de 2000 mètres carrés de l'enseigne Carrefour — enseigne qui a quasiment disparu de la région royannaise depuis l'adhésion de Coop Atlantique à la coopérative Système U en 2012 — et d'une galerie marchande.
Le projet pourrait générer près de 80 nouveaux emplois dans la commune, selon le maire Jacky Vernoux, pour qui « cette zone sera complémentaire à l’offre déjà existante ». Certains commerçants du centre-ville, groupés en une association baptisée « Bien vivre au Gua » craignent en revanche de perdre « près de 20 % de leur chiffre d'affaires ». Autres opposants au projet, les élus de la Communauté d'agglomération Royan Atlantique, dont Le Gua ne fait pourtant pas partie. Le 16 décembre 2013, ils votent à l'unanimité une motion symbolique contre ce projet, estimant qu'il serait « un danger pour l'équilibre économique en Pays Royannais » en venant concurrencer les centres commerciaux de Saujon et de Saint-Sulpice-de-Royan.
Le taux de chômage, qui atteignait 16,8 % en 1999, affecte désormais 13,3 % de la population active, ce qui place la commune en dessous de la moyenne départementale. Les actifs forment 41,1 % de la population, les retraités 21,7 % et les jeunes scolarisés, 19,2 %. Les actifs se répartissent principalement entre les ouvriers (37,4 %), les employés (28,4 %), les artisans, commerçants et chefs d'entreprise (14,7 %) et les agriculteurs, qui ne sont que 4,7 %.
Les revenus moyens par ménage sont inférieurs à la moyenne nationale. Ils s'établissent à 12 336 €/an dans la commune contre 15 027 €/an dans le reste du pays.

### Lieux et monuments

#### Église Saint-Laurent

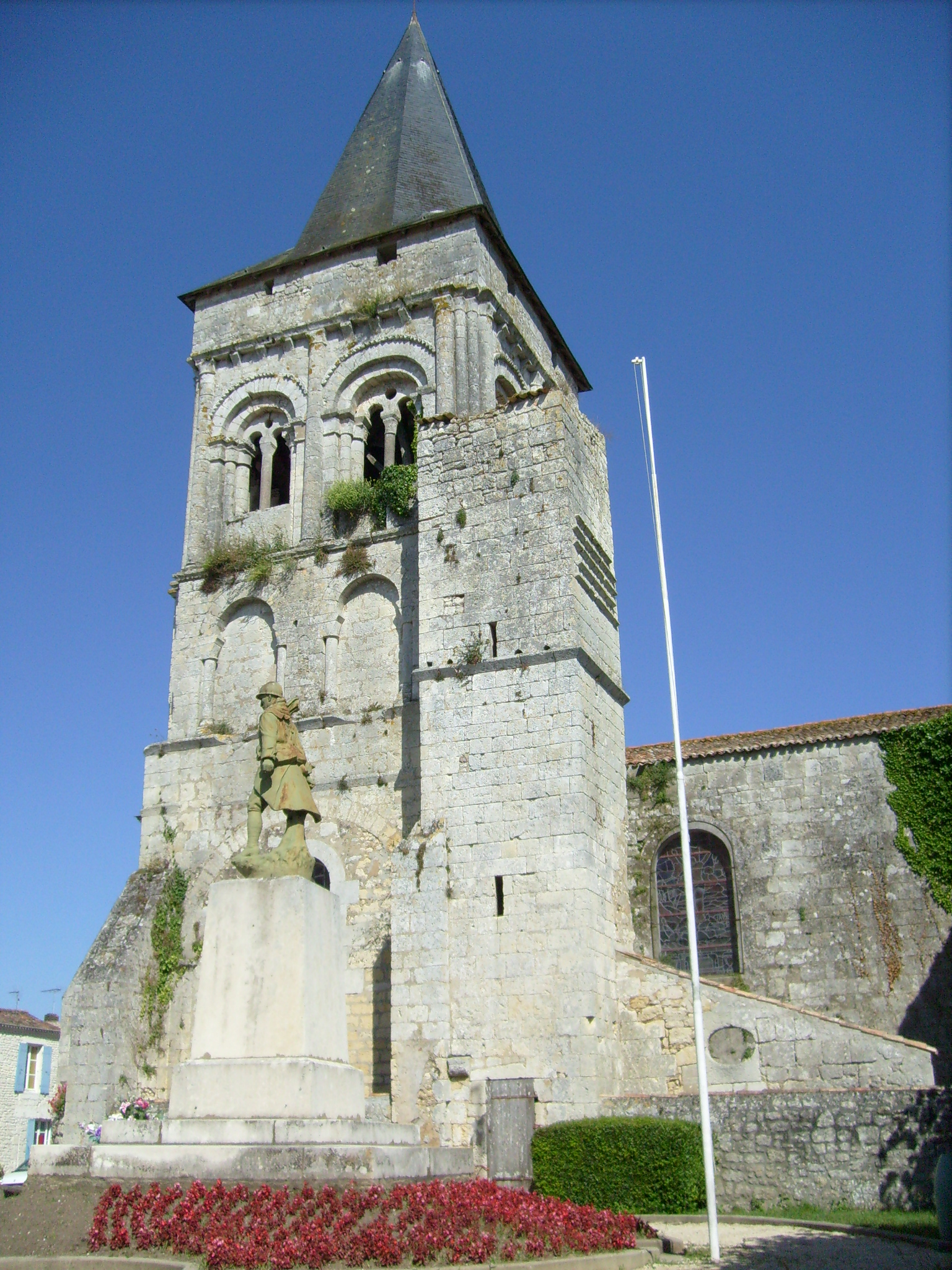
L'église Saint-Laurent.

De l'édifice originel, probablement édifié entre le XIe et le XIIe siècle, il ne reste que le clocher, édifié dans un style assez inhabituel pour la région.
Il se compose de deux étages, l'un formé d'arcatures aveugles, l'autre de baies géminées, l'ensemble servant de base à un chemin de ronde édifié, autour du XVe siècle, au moment de la guerre de Cent Ans. Une flèche couverte d'ardoises surmonte le tout.
L'ancien sanctuaire ayant énormément souffert, en particulier au moment des guerres de religion, il est décidé, à la fin du XVIIIe siècle, de raser l'édifice, devenu dangereux, et de le remplacer par une nouvelle église, laquelle est édifiée à partir de 1800], selon une orientation différente, au nord du clocher.
L'église fut dotée, au XIXe siècle, d'une statuaire conforme au goût de l'époque, ainsi que de vitraux représentant le saint patron de l'église. Le maître-autel et son tabernacle proviennent, quant à eux, de l'église Saint-Pierre-ès-Liens de Dercie.
À proximité, sur la place de Verdun, subsistent des vestiges de l'ancien prieuré, datant du XVe siècle. Ceux-ci se limitent à un corps de logis et à une tour polygonale, à demi tronquée. À l'arrière de cette tour, on peut admirer une sculpture représentant un contorsionniste tenant une jambe dans chaque main, trait d'humour médiéval qui se retrouve parfois dans les églises et châteaux de la région.

#### Église Saint-Pierre-ès-Liens

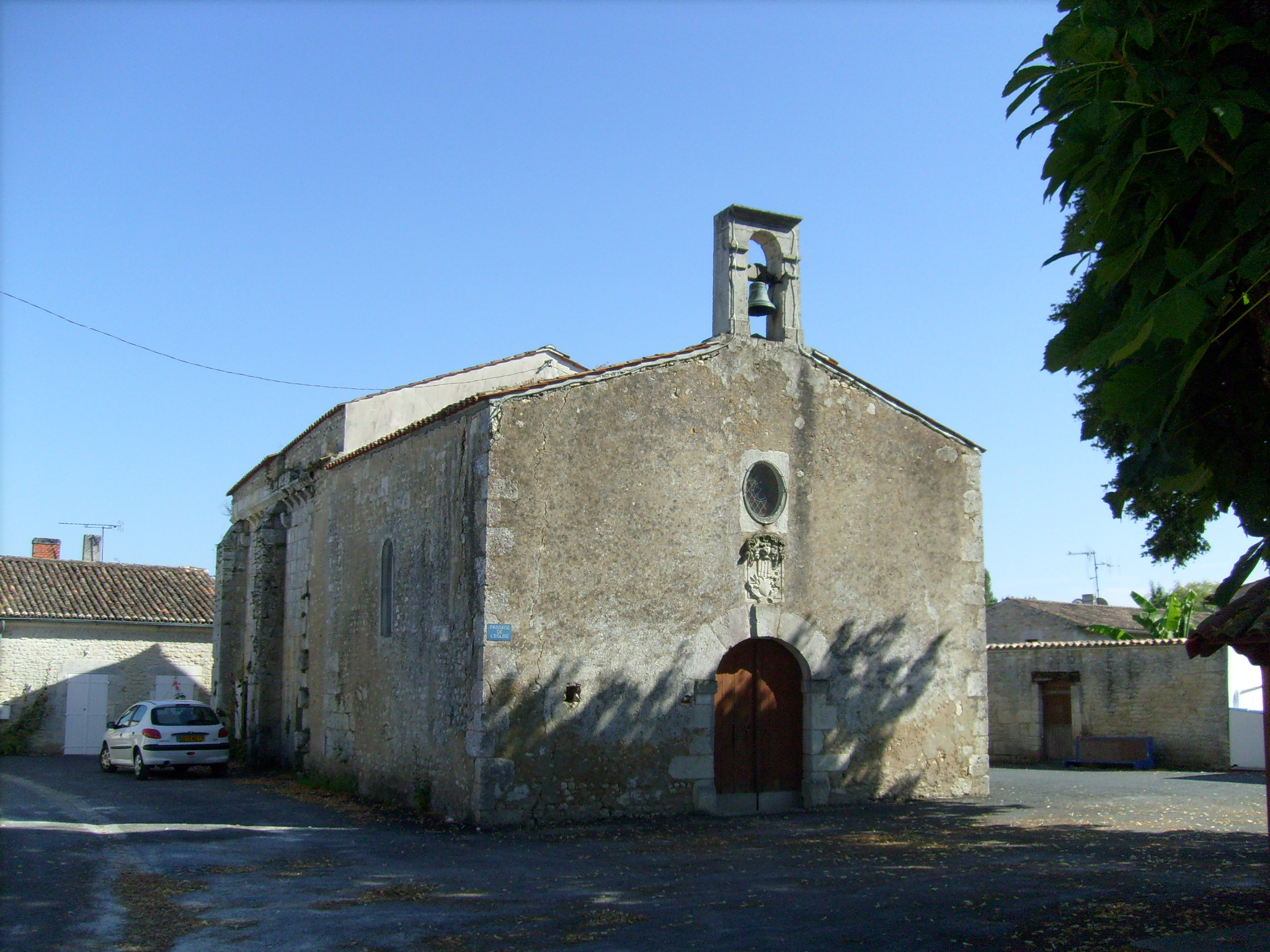
L'église de Dercie.

L'église Saint-Pierre-ès-Liens se situe à l'écart du centre-bourg, au centre de l'ancien village de Dercie. Cette église est de plan très simple : celle-ci se compose d'un chœur roman datant du XIIe siècle, prolongé au XVIIIe siècle par une nef en moellons.
Le chœur est formé de deux travées et est voûté en berceau, dans la plus pure tradition romane, tandis que la voûte de la nef n'est constituée que d'une simple charpente.
Le chevet plat est percé d'une baie ornée d'un cordon sculpté de pointes de diamant, renfermant un vitrail représentant saint Pierre. Si la décoration intérieure est sobre, on peut encore apercevoir les traces de la litre funéraire des seigneurs de Dercie sur le mur nord.
La façade, d'une grande simplicité, est ornée au-dessus de la porte d'entrée d'un blason sculpté aux armes de la famille de Guinot, seigneurs de Dercie au XVIIIe siècle, qui agrandirent le sanctuaire. Ce blason est à trois pals sur un support sculpté d'un trophée d'armes, d'armures et d'un heaume d'où jaillissent des feuillages. Le clocher se limite à un modeste campanile.
Cet édifice ne se visite malheureusement plus, et faute d'entretien, son état devient préoccupant.

#### Ancienne église Sainte-Thérèse-de-l'enfant-Jésus
Cet édifice, construit à partir de 1866, à longtemps servi de chapelle aux religieuses de l'ordre de la doctrine chrétienne de Bordeaux, puis à un pensionnat.
Peu après les terribles bombardements de 1945, sur la poche de Royan, l'église servira d'abri provisoire pour les personnes sinistrées, avant d'être intégrée, peu après la guerre, à une maison de retraite. Depuis, l'église a été rachetée par la commune et a été restaurée. Elle abrite désormais la médiathèque municipale ainsi que l'association des jeunes de Le Gua.
Elle conserve une façade classique, encadrée de pilastres et surmontée d'un fronton, au centre de laquelle se trouve un niche abritant une statue de la sainte.
La nef unique est constituée de cinq travées, et est éclairée de baies rectangulaires refaites dans les années 1950.
L'ensemble est surmonté d'un clocher assez élégant en pierre de taille, coiffé d'une flèche en ardoises.

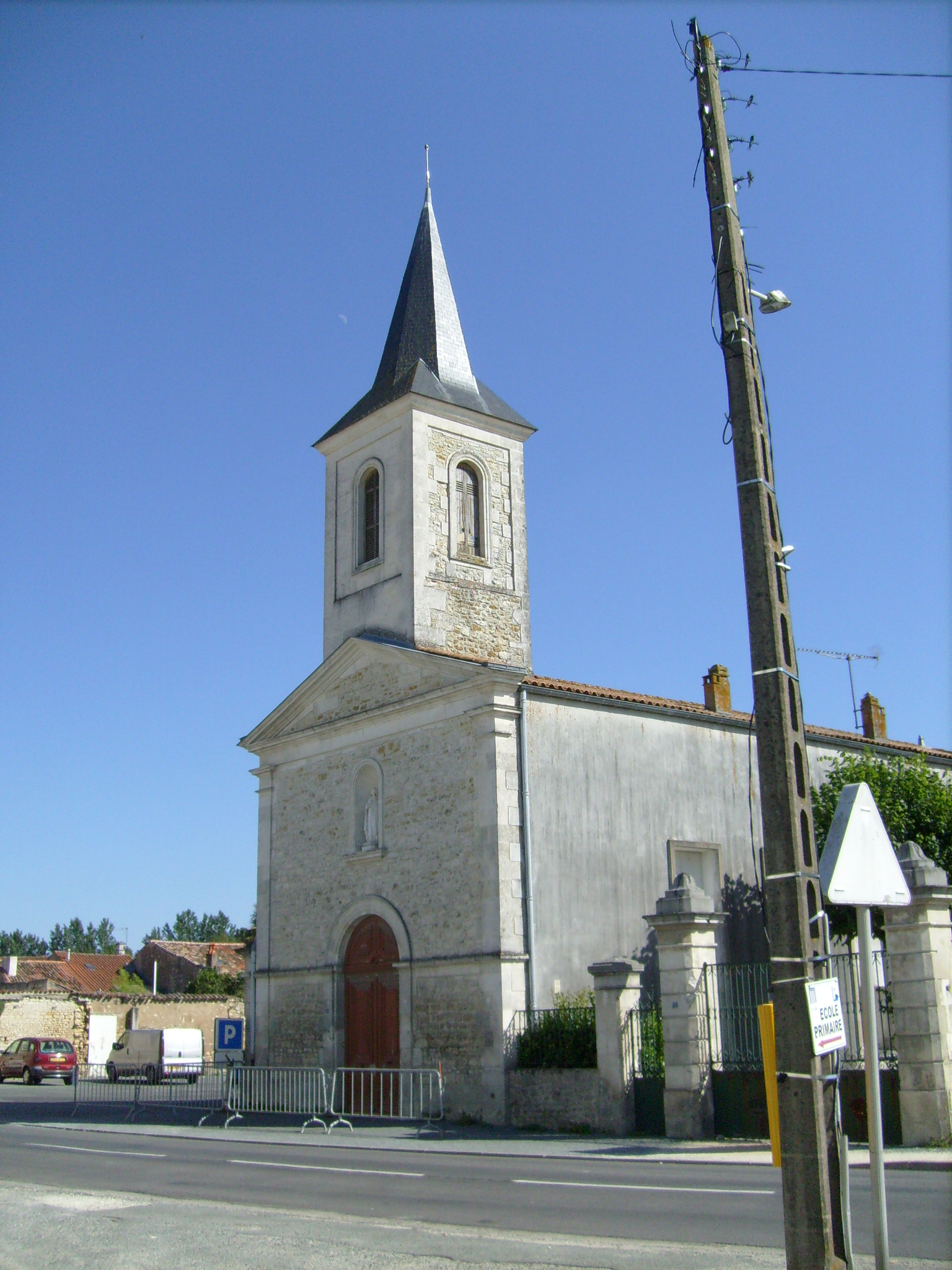
Ancienne église Sainte-Thérèse, avant restauration.
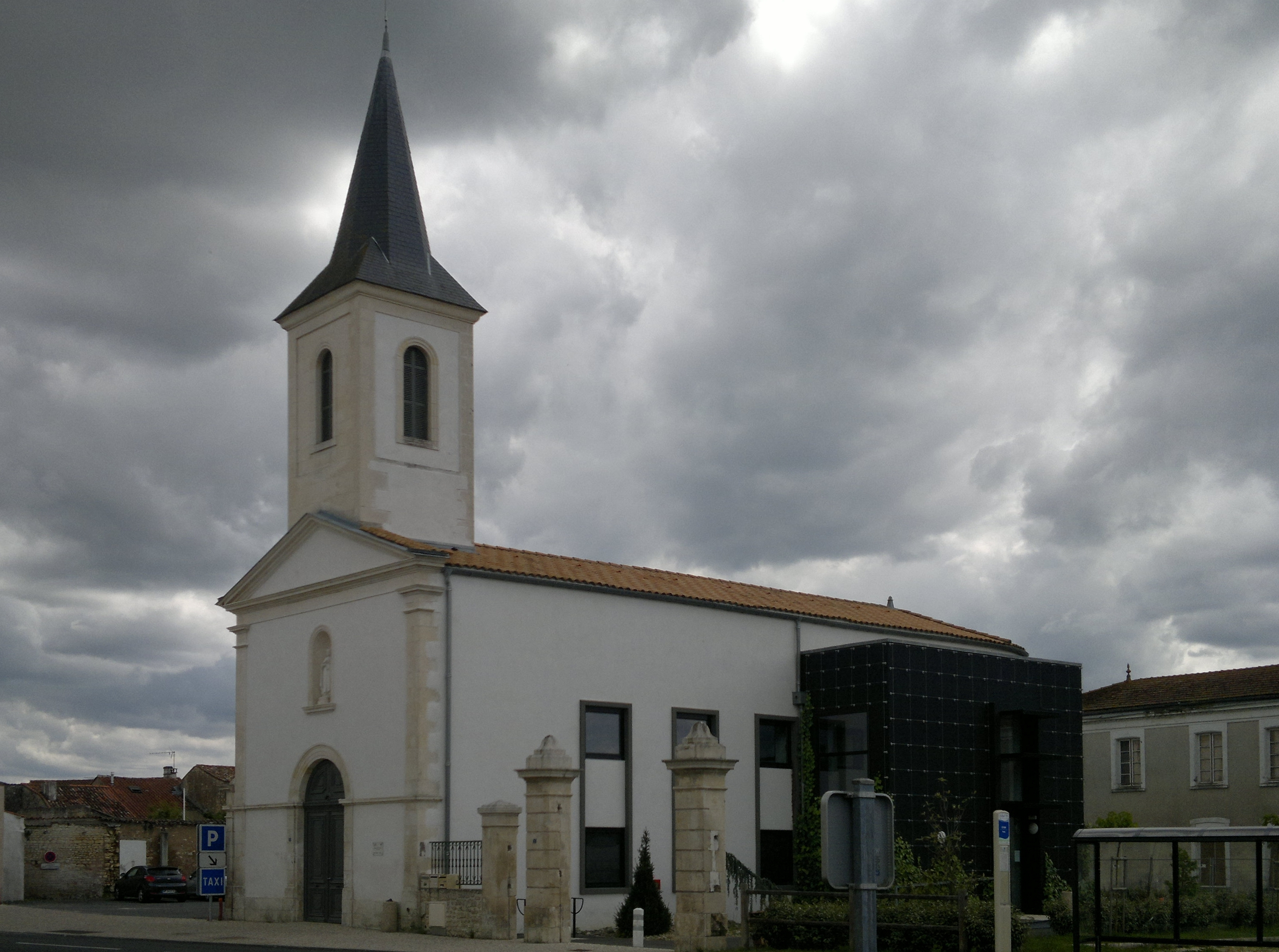
Ancienne église Sainte-Thérèse, après restauration.

#### Musée de la poche de Royan
Le musée de la poche de Royan a fermé ses portes en 2009. C'était un musée privé qui retraçait l'histoire des cinq années d'occupation en Charente-Maritime, ainsi que le martyre de la ville de Royan.
De nombreuses collections d'origine allemande, française et américaine étaient présentées, allant des objets du quotidien, des photos, des affiches de propagande aux armements et aux véhicules militaires utilisés pendant le conflit.
N'ayant pu trouver de repreneur, Philippe Lelaurain a vendu la collection lors d'une vente aux enchères internationale en 2008.

#### Château du Colombier
Ce château succède à un ancien logis noble datant du XVIIe siècle. L'édifice actuel, qui date des années 1860-1870, est une bâtisse de style néo-classique, formée de deux ailes saillantes quasiment symétriques, encadrant un corps principal en faible saillie et surmonté d'un fronton percé d'un oculus. Cet édifice est entouré d'un parc botanique, fortement endommagé par la tempête de 1999. Le parc a été entièrement replanté et de nouvelles espèces ont été introduites. D'importants travaux ont été effectués sur la propriété, à la fois sur le Chateau et sur les Communs.

#### Kiosque
Cet édifice surprenant se dresse à la sortie du village, non loin du cimetière. Il s'agit d'un ancien kiosque servant autrefois d'ornement à une demeure noble. Il semble dater au moins du XVIIIe siècle. Fortement endommagé durant la tempête de 1999, il est actuellement en cours de restauration.

### Personnalités liées à la commune
- Jean François Renaudin, contre-amiral, né en 1750 à Saint-Martin du Gua,
- Philippe Mousset, évêque de Pamiers, né au Gua en 1955.

### Héraldique
| Blason de Le Gua (Charente-Maritime) | Blason  | D'azur aux trois pals d'argent, au chef du champ chargé de trois étoiles aussi d’argent. |
| Blason de Le Gua (Charente-Maritime) | Détails |                                                                                          |